# 건초
건초(乾草, 문화어: 말린풀)는 풀, 협과 또는 기타 초본식물을 잘라 건조하여 가축으로 기르는 큰 방목 동물(예: 소, 말, 염소, 양)이나 더 작은 토끼 및 기니피그와 같은 작은 가축의 먹이로 사용하기 위해 저장하는 것이다. 돼지도 건초를 먹을 수 있지만, 초식 동물만큼 효율적으로 소화하지는 못한다.
건초는 목초지나 목장에서 동물을 방목할 만큼 충분하지 않거나, 날씨(예: 겨울) 때문에 방목이 불가능하거나, 무성한 목초지 자체가 동물의 건강에 너무 해로울 때 동물 먹이로 사용될 수 있다. 또한 동물이 목초지에 접근할 수 없을 때(예: 동물이 마구간이나 헛간에 보관될 때)도 급여된다.
일반적으로 "건초 만들기", "건초 제조", "건초 채집" 또는 "건초 작업"으로 알려진 건초 생산 및 수확은 자르기, 건조 또는 "숙성", 긁어모으기, 가공 및 보관의 다단계 과정을 포함한다. 건초밭은 곡물 작물처럼 매년 다시 심을 필요는 없지만, 정기적인 비료 시비는 보통 바람직하며, 몇 년마다 밭을 재파종하면 수확량을 늘리는 데 도움이 된다.

## 조성

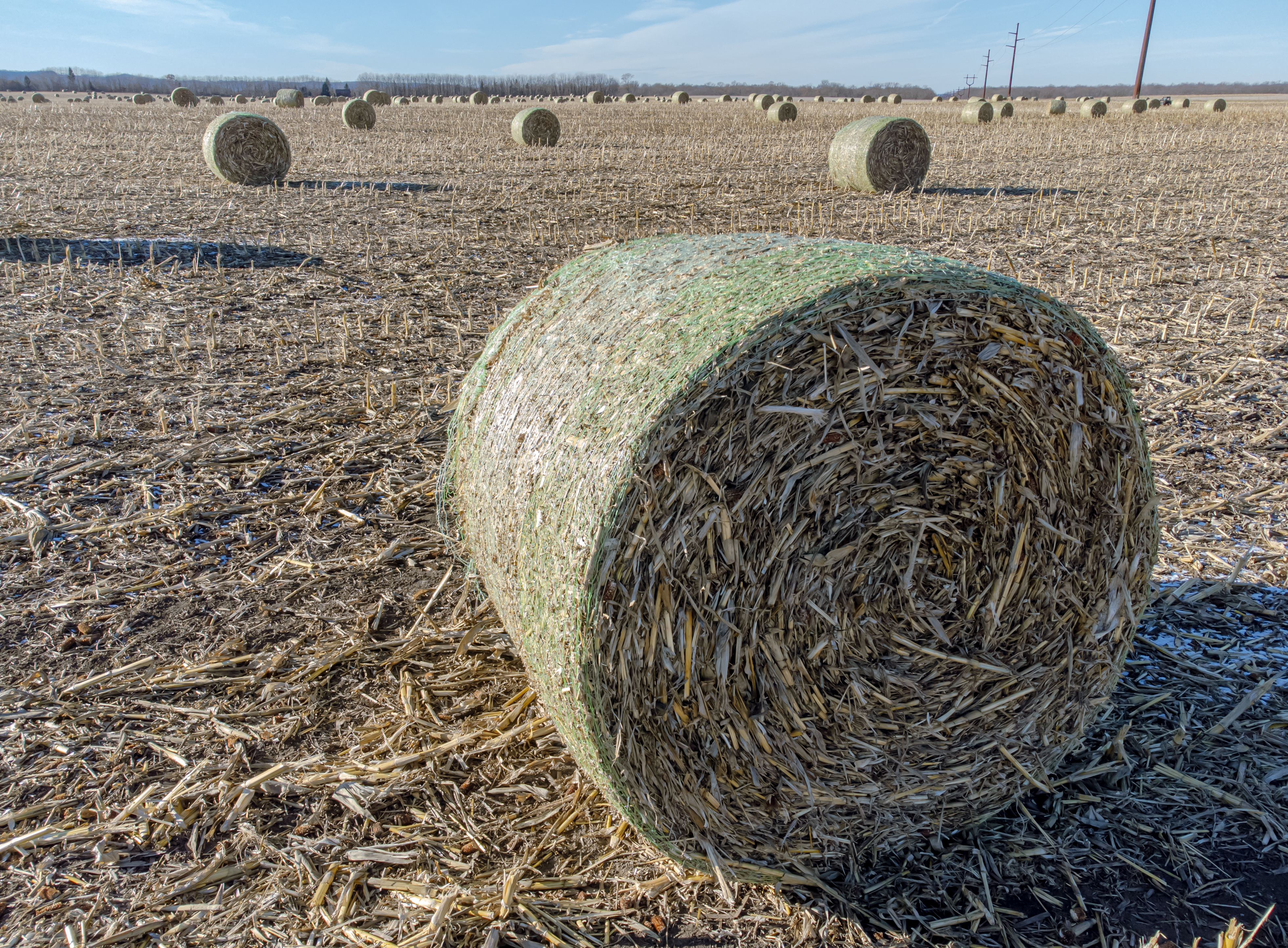
옥수수 줄기 묶음

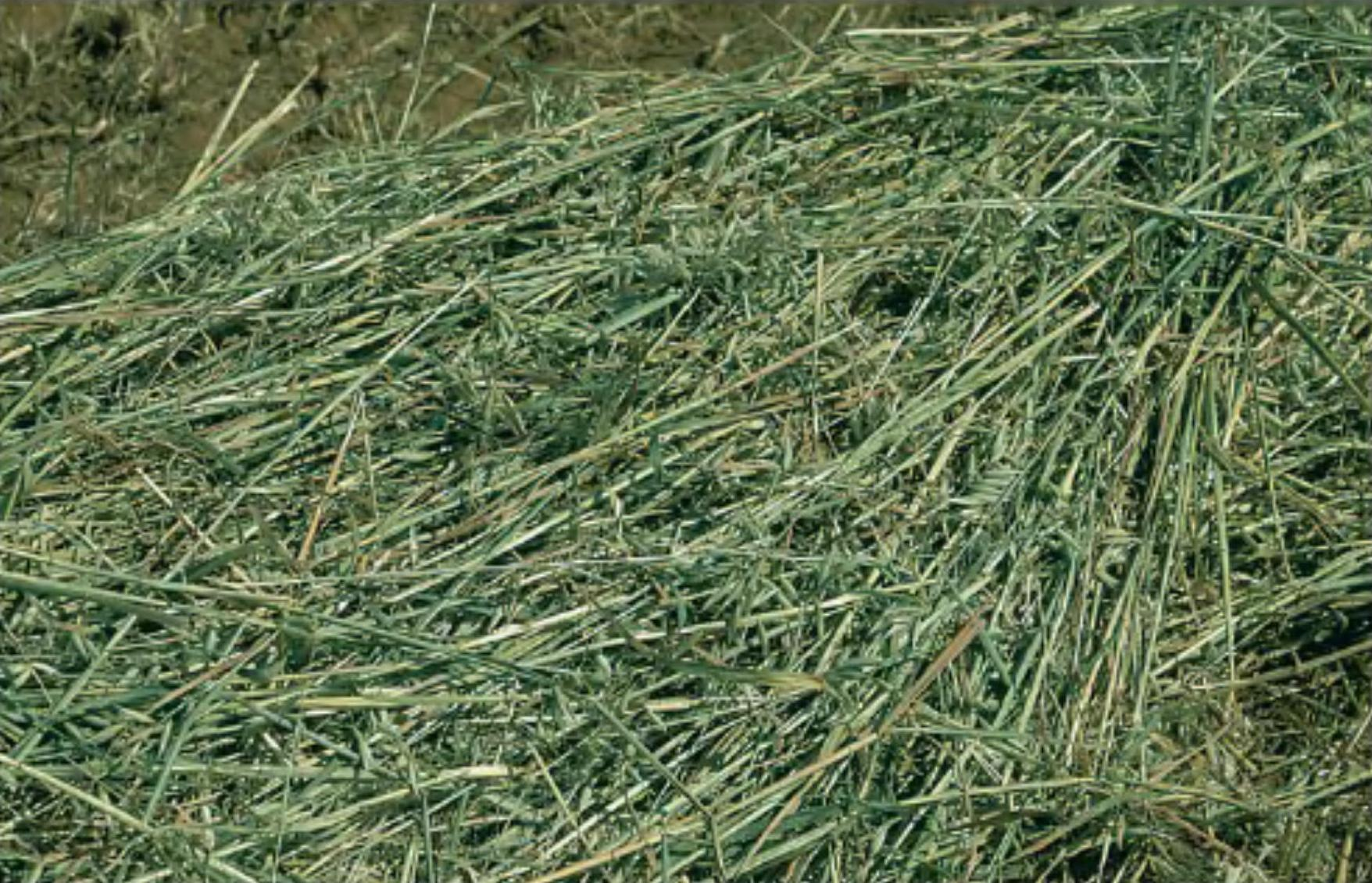
좋은 품질의 건초는 녹색을 띠고, 너무 거칠지 않으며, 식물의 머리, 잎, 줄기를 포함한다.

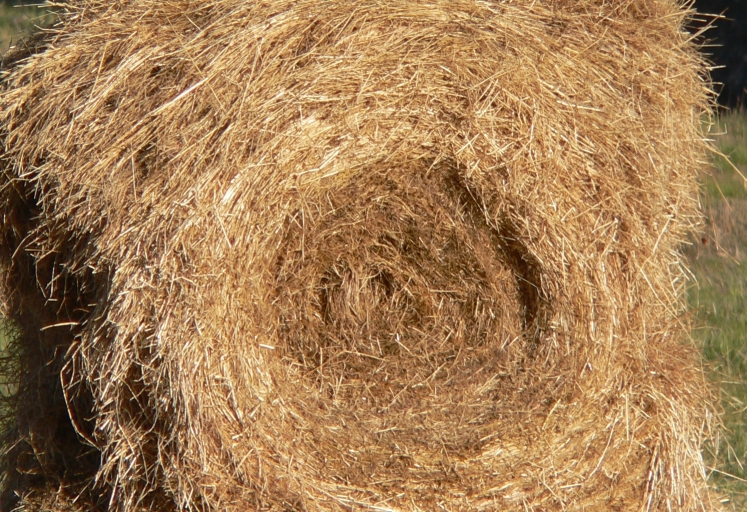
품질이 좋지 않은 건초는 건조하고 탈색되었으며 줄기가 거칠다. 때로는 야외에 보관된 건초가 겉으로는 이렇게 보일 수 있지만, 묶음 안쪽은 여전히 녹색일 수 있다. 건조하고 탈색되거나 거친 묶음도 여전히 먹을 수 있으며, 건조하고 곰팡이가 피거나 먼지가 많거나 썩지 않았다면 영양가도 어느 정도 제공한다.

건초에 흔히 사용되는 식물은 지역에 따라 호밀풀 (Lolium 종), 티모시풀, 참새귀리속, 페스큐, 버뮤다풀, 오차드풀 및 기타 종과 같은 풀의 혼합물을 포함한다. 건초에는 자주개자리 (루체른) 및 토끼풀 (붉은, 흰, 서던)와 같은 협과 식물도 포함될 수 있다. 건초 속의 협과 식물은 이상적으로 개화 전에 수확된다. 다른 목초지 광엽초본도 때때로 혼합물의 일부가 되지만, 특정 광엽초본은 일부 동물에게 독성이 있으므로 이러한 식물은 반드시 바람직하지는 않다.
영국에서는 일부 건초가 전통적으로 관리되는 건초 초지에서 수확되는데, 이 초지는 매우 다양한 식물상을 가지고 있으며 풍부한 생태계를 지탱한다. 이 초지에서 생산되는 건초는 종이 풍부하며 전통적으로 말을 먹이는 데 사용되었다.
귀리, 보리, 밀 식물 재료는 때때로 녹색으로 잘라 동물 먹이용 건초로 만들어지며, 더 일반적으로 곡물을 수확하고 탈곡한 후 묶는 줄기와 죽은 잎의 수확 부산물인 짚의 형태로 사용된다. 짚은 주로 동물 깔짚으로 사용된다. 짚도 식이 섬유의 원천으로 특히 사료로 사용되지만, 건초보다 영양가가 낮다.
혼농임업 시스템에서는 나무 건초를 생산하기 위해 개발되었다.
건초의 품질을 결정하는 것은 잎과 씨앗 물질이다. 줄기보다 동물을 위한 영양 가치가 더 많기 때문이다.:194 농부들은 씨앗 머리가 거의 익지 않고 풀이 밭에서 베어질 때 잎이 최대로 자랐을 때 건초를 수확하려고 노력한다. 잘린 재료는 대부분의 수분이 제거될 때까지 건조되지만, 잎 물질은 기계로 땅에서 주워져 묶음, 더미 또는 구덩이에 보관될 수 있을 만큼 충분히 튼튼해야 한다. 따라서 건초 제조 방법은 취급 중 잎이 부서지고 떨어져 나가는 것을 최소화하는 것을 목표로 한다.:194
건초 생산은 특히 수확기 동안 날씨 조건에 매우 민감하다. 가뭄 조건에서는 씨앗과 잎 생산이 모두 저해되어 건조하고 거친 줄기 비율이 높고 영양가가 매우 낮은 건초가 생산된다. 반대로 과도하게 습한 날씨는 수확한 건초가 묶이기 전에 밭에서 썩게 할 수 있다. 결과적으로 건초 생산에서 농부들의 주요 도전 과제이자 위험은 날씨를 관리하는 것, 특히 식물이 수확에 최적의 성숙 단계에 있는 중요한 몇 주 동안이다. 날씨가 좋으면 건초 제조 작업(예: 풀 베기, 뒤집기, 묶기)이 농장의 할 일 목록에서 최우선 순위로 이동하는 경우가 많다. 이는 관용구인 "해가 비칠 때 건초를 만들어라"에 반영되어 있다. 자를 때 너무 습했던 건초는 묶인 후에 썩거나 곰팡이가 생겨 사료에 독소가 형성될 가능성이 있으며, 이는 동물을 아프게 할 수 있다.
수확 후 건초는 또한 습기 침투를 막는 방식으로 보관해야 한다. 곰팡이와 부패는 영양가를 감소시키고 동물에게 질병을 유발할 수 있다. 페스큐에 서식하는 공생 곰팡이는 말과 소에게 질병을 유발할 수 있다.
고품질 건초를 최대 수확량으로 성공적으로 수확하는 것은 최적의 작물, 밭, 날씨 조건이 동시에 발생하는 것에 전적으로 달려 있다. 이러한 조건이 충족되면 건초 농장에서는 날씨 조건이 불리해질 때까지 수확이 진행되는 동안 집중적인 활동 기간이 있을 수 있다.

## 사용

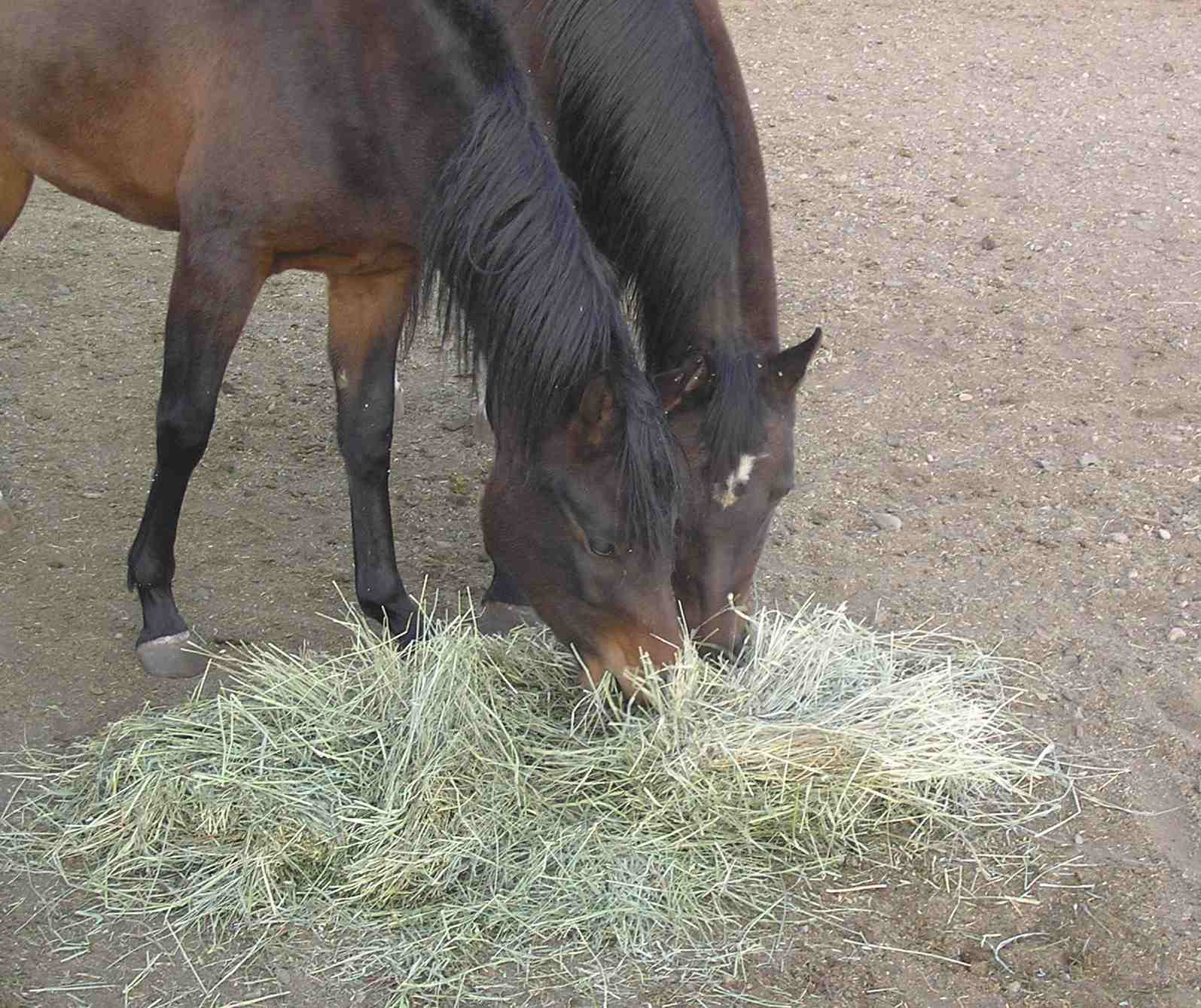
건초를 먹는 말

건초 또는 풀은 모든 방목 동물의 식단의 기본이며, 동물이 필요로 하는 먹이의 최대 100%를 제공할 수 있다. 건초는 보통 겨울, 가뭄 또는 기타 조건으로 인해 목초지를 이용할 수 없을 때 동물에게 급여된다. 건초를 먹을 수 있는 동물은 섭취에 적합한 풀의 종류, 건초를 섭취하는 방식, 소화하는 방식이 다양하다. 따라서 다른 종류의 동물은 방목할 때 먹는 식물과 유사한 식물로 구성된 건초를 필요로 하며, 마찬가지로 목초지에서 동물에게 독성이 있는 식물은 일반적으로 건초로 건조되어도 독성이 있다.
대부분의 동물은 하루에 두 번, 아침과 저녁에 건초를 먹는데, 이는 인간의 편의를 위한 것이며, 대부분의 방목 동물은 하루 종일 여러 번 먹이를 섭취한다. 일부 동물, 특히 고기를 위해 사육되는 동물은 하루 종일 먹을 수 있을 만큼 충분한 건초를 받을 수 있다. 다른 동물, 특히 사역동물로 타거나 몰고 다니는 동물은 너무 살이 찌는 것을 막기 위해 건초의 양이 제한될 수 있다. 적절한 건초의 양과 필요한 건초의 종류는 종마다 다소 다르다. 어떤 동물은 건초 외에 곡물이나 비타민 보충제와 같은 농축 사료도 먹는다. 대부분의 경우 건초나 목초지 사료는 무게 기준으로 식단의 50% 이상을 차지해야 한다.
건초 소화에서 가장 큰 차이점 중 하나는 소와 양 같은 반추류 동물과 말과 같은 비반추류 후장발효 동물 사이이다. 두 종류의 동물 모두 풀과 건초의 셀룰로스를 소화할 수 있지만, 다른 메커니즘을 통해 소화한다. 소는 4개의 위를 가지고 있기 때문에 오래된 사료를 분해하고 곰팡이와 식단의 변화에 더 잘 견딘다. 말의 단일 위와 맹장 또는 "후장"은 사료의 변화와 곰팡이 또는 기타 독소의 존재에 더 민감한 박테리아 과정을 사용하여 셀룰로스를 분해하므로, 말은 더 일관된 종류와 품질의 건초를 먹여야 한다.

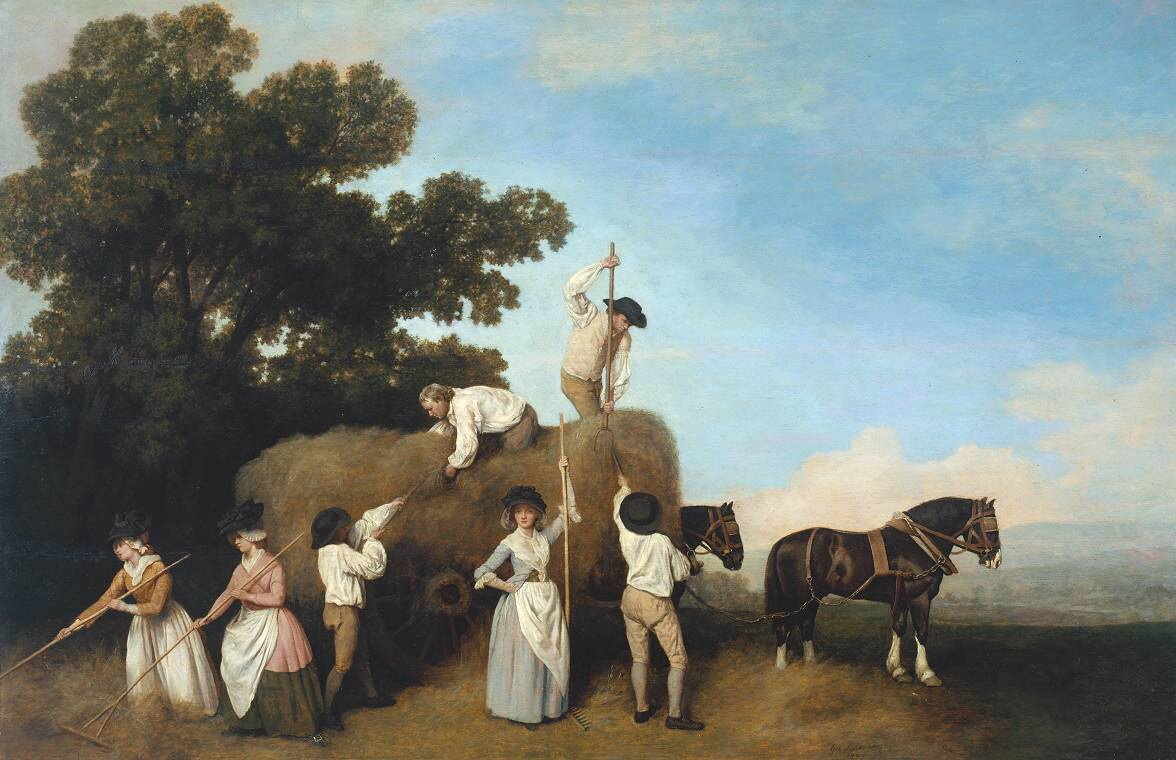
건초 만드는 사람들, 조지 스터브스, 1785년.

다른 동물들도 건초를 다른 방식으로 사용한다. 소는 한 번에 비교적 많은 양의 사료를 먹도록 진화했으며, 그 후 반추 과정을 통해 상당한 시간을 들여 위에서 음식을 소화하는데, 이는 종종 동물이 쉬면서 누워 있을 때 이루어진다. 따라서 건초의 양은 소에게 중요하며, 소는 충분한 양을 먹으면 품질이 낮은 건초도 효과적으로 소화할 수 있다. 양은 하루에 체중의 2~4%를 건초와 같은 건조 사료로 섭취하며, 하루에 3~5파운드의 건초나 다른 사료에서 가능한 가장 많은 영양분을 효율적으로 얻는다. 양은 영양 요구량을 충족시키기 위해 하루에 3~4시간 동안 충분한 건초를 먹어야 한다.
반추동물과 달리 말은 하루 종일 소량씩 음식을 소화하며, 24시간 동안 체중의 약 2.5%만 사료로 섭취할 수 있다. 말은 야생에서 하루에 최대 80km(50마일)를 이동하면서 계속 방목하도록 진화했다. 말의 위는 음식을 빠르게 소화하여 적은 양의 사료에서 더 높은 영양가를 추출할 수 있다. 말이 저품질 건초를 먹으면 "빈" 칼로리의 과다 섭취로 인해 건강에 해로운 비만성 "건초 배"가 생길 수 있다. 사료 종류가 급격히 바뀌거나 곰팡이 낀 건초 또는 독성 식물이 포함된 건초를 먹으면 병에 걸릴 수 있으며, 말 산통은 말의 주요 사망 원인이다. 오염된 건초는 말의 호흡기 문제로 이어질 수도 있다. 건초는 물에 담그거나, 물을 뿌리거나, 찌기를 통해 먼지를 줄일 수 있다.

## 수확 및 운반
건초를 만드는 단계를 설명하는 방법과 용어는 역사를 통해 크게 달라졌으며, 오늘날에도 많은 지역적 변형이 존재한다. 손으로 하든 현대 기계 장비로 하든, 적절한 성숙 단계의 키 큰 풀과 콩류는 베어지고, 건조(가급적 햇볕에)시킨 다음, 풍건단으로 알려진 길고 좁은 더미로 긁어모아야 한다. 다음으로, 건조된 건초는 어떤 형태로든 (보통 어떤 종류의 베일링 과정에 의해) 수집되어 수분과 부패로부터 보호하기 위해 건초더미나 헛간 또는 광에 보관된다.
온대 기후에서 봄과 초여름인 성장기 동안 풀은 빠르게 자란다. 건초는 모든 잎이 완전히 발달하고 씨앗이나 꽃 머리가 완전히 성숙하기 직전에 최고의 영양가를 갖는다. 목초지나 밭에서 최대로 성장하는 이 단계에서, 적절하게 시기를 맞추면 건초가 베어진다. 너무 일찍 베어진 풀 건초는 수분 함량이 높아 건조하기 어렵고, 더 성숙한 풀에 비해 에이커당 수확량이 낮다. 그러나 너무 늦게 베어진 건초는 더 거칠어지고 재판매 가치가 낮아지며 일부 영양분을 잃는다. 일반적으로 풀이 건초 수확에 이상적인 단계인 2주의 "창"이 있다. 자주개자리 건초를 자르는 시기는 식물이 최대 높이에 도달하고 꽃봉오리를 맺거나 막 개화하기 시작할 때가 이상적이며, 만개 중 또는 만개 후에 자르면 건초의 영양가가 낮아진다.
건초는 잘라낼 때 줄로 긁어모아 주기적으로 뒤집어 건조시킬 수 있으며, 특히 현대식 베기장치를 사용할 경우 그렇다. 또는, 특히 구형 장비나 방법을 사용할 경우, 건초는 잘라내어 마를 때까지 밭에 펼쳐둔 다음, 나중에 베일로 가공하기 위해 줄로 긁어모은다. 며칠이 걸릴 수 있는 건조 기간 동안, 이 과정은 보통 건초 갈퀴로 잘라낸 건초를 뒤집거나 테더로 펼쳐서 속도를 높인다. 건초가 마르는 동안 비가 오면, 풍건단을 뒤집는 것이 더 빨리 마르는 데 도움이 될 수 있다. 건초를 너무 자주 또는 너무 거칠게 뒤집으면 건조된 잎 물질이 떨어져 나가 동물에게 이용 가능한 영양분이 줄어들 수도 있다. 건조는 또한 건초 컨디셔너와 같은 기계화된 과정이나 수분 증발을 가속화하기 위해 건초에 살포되는 화학 물질을 사용하여 속도를 높일 수 있지만, 이러한 방법은 더 비싸고, 현대 기술, 높은 건초 가격, 그리고 건초가 제대로 건조되기에는 너무 많은 비가 오는 지역의 조합이 아닌 한 일반적으로 사용되지 않는다.
건초가 잘리고 건조되어 풍건단으로 긁어모아지면, 보통 묶음이나 다발로 모아서 중앙 저장소로 운반된다. 일부 지역에서는 지리, 지역, 기후 및 문화에 따라 건초를 묶지 않고 느슨하게 모아서 쌓기도 한다.
|  |  |  |

## 역사

### 초기 방법

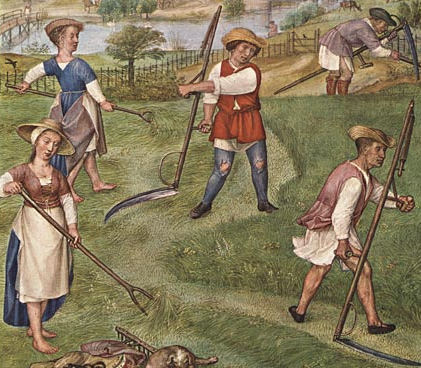
건초 만드는 사람들, 그리마니 일과서, c. 1510.

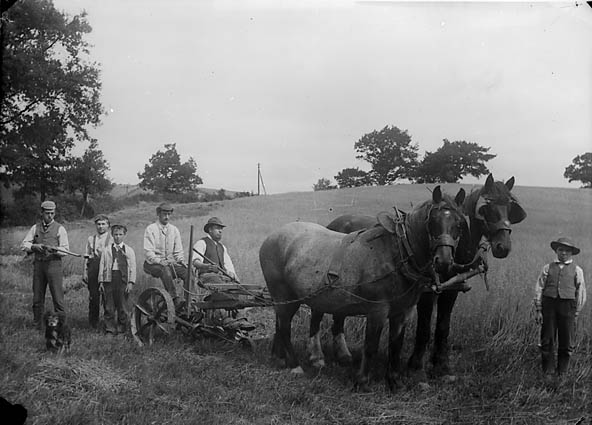
웨일즈의 건초 만들기 c. 1885

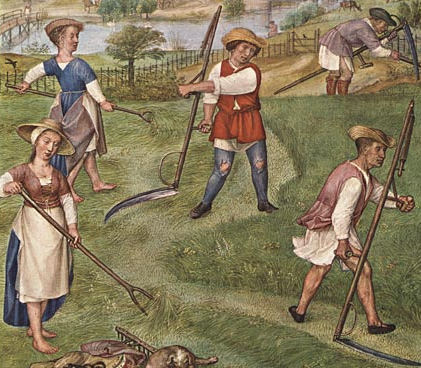
건초 만드는 사람들, 그리마니 일과서, c. 1510.

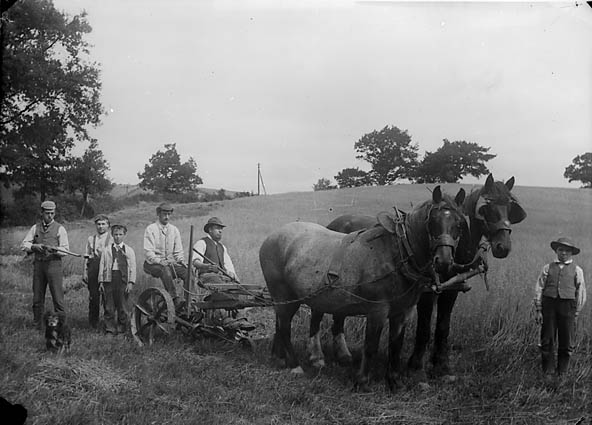
웨일즈의 건초 만들기 c. 1885

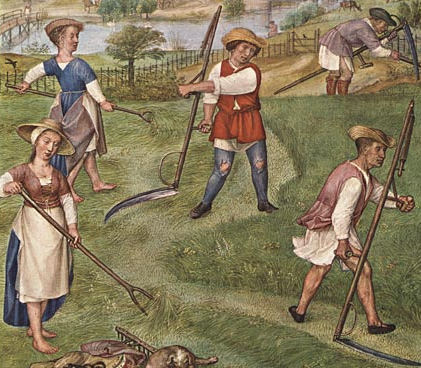
건초 만드는 사람들, 그리마니 일과서, c. 1510.

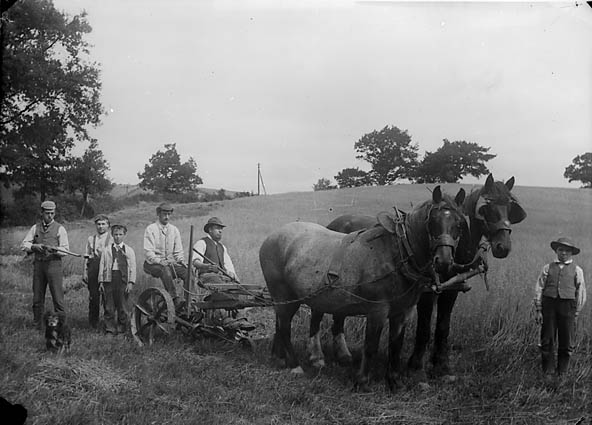
웨일즈의 건초 만들기 c. 1885

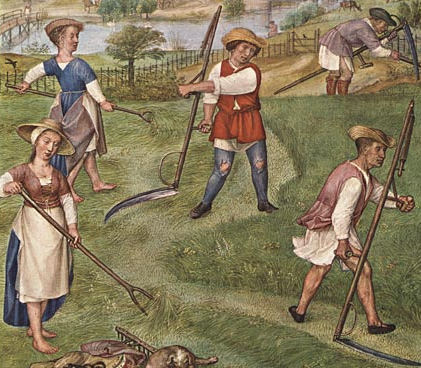
건초 만드는 사람들, 그리마니 일과서, c. 1510.

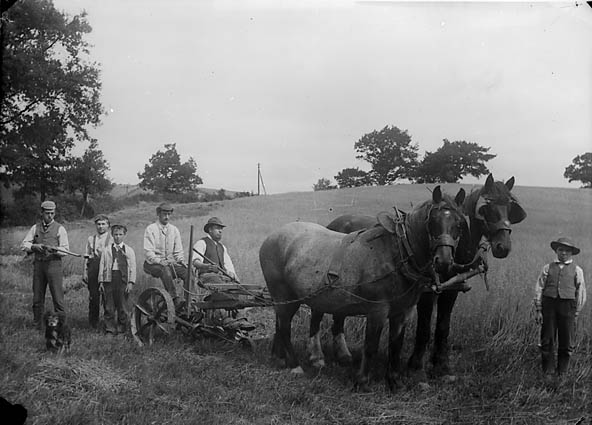
웨일즈의 건초 만들기 c. 1885

콜루멜라는 그의 De re rustica에서 초기 로마 제국의 일반적인 건초 제조 과정을 묘사한다. 많은 건초는 원래 작업 팀에 의해 큰낫으로 잘려져 밭에서 건조된 후 왜건에 느슨하게 모아졌다. 나중에는 예취기와 같은 말이 끄는 도구로 건초 제조가 이루어졌다.
건초가 잘리고 건조된 후, 손으로 또는 말이 끄는 도구로 갈퀴질하여 선형 더미로 긁어모으거나 줄 지어 놓았다. 필요한 경우 건초를 뒤집는 작업은 원래 갈퀴나 쇠스랑으로 손으로 했다. 건조된 건초가 줄 지어 놓여지면, 쇠스랑을 사용하여 느슨하게 쌓았는데, 원래는 말이 끄는 수레나 왜건에, 나중에는 트럭이나 트랙터가 끄는 트레일러에 실었고, 이 경우에는 쇠스랑 대신 빗자루를 사용할 수 있었다.
느슨한 건초는 지정된 저장 공간으로 운반되었는데, 보통 적절한 배수를 위해 약간 높은 곳에 위치했으며, 그곳에서 건초더미로 만들어졌다. 더미를 만드는 것은 숙련된 작업이었는데, 건설 중에 방수되도록 만들어야 했기 때문이다. 건초더미는 자체 무게로 압축되어 잔류 수분과 압축력에 의해 발생하는 열을 방출하여 건초가 숙성되도록 했다. 건초더미는 보통 릭 야드(rick yard)로 알려진 울타리 친 공간에 둘러싸여 목장의 나머지 부분과 분리되었으며, 수분으로부터 보호하기 위해 종종 이엉으로 덮거나 시트로 덮었다. 필요할 때, 건초 칼을 사용하여 건초 조각을 잘라 매일 동물에게 급여했다.
일부 농장에서는 느슨한 건초를 병영, 광 또는 헛간에 보관했는데, 보통 압축되어 건조되도록 했다. 건초는 건초 로프트를 위한 더 많은 공간을 허용하도록 내부 구조가 거의 없는 특별히 설계된 헛간에 보관할 수 있었다. 또는 소 축사나 마구간의 위층이 사용되었는데, 바닥에 해치가 있어 건초를 아래의 건초 선반으로 던질 수 있었다. 지역에 따라 "건초 릭"이라는 용어는 건초를 자르는 기계, 건초더미 또는 건초를 수집하는 왜건을 의미할 수 있었다.

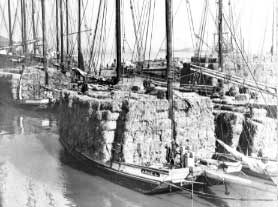
19세기 후반 작은 사각 묶음을 실은 건초 보트

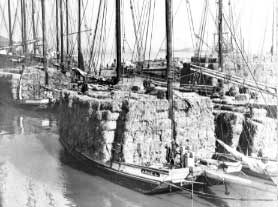
19세기 후반 작은 사각 묶음을 실은 건초 보트

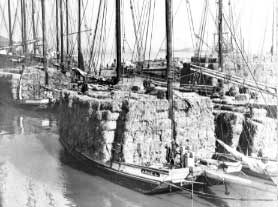
19세기 후반 작은 사각 묶음을 실은 건초 보트

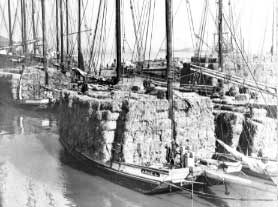
19세기 후반 작은 사각 묶음을 실은 건초 보트

농기계, 즉 트랙터와 베일러의 발명으로 대부분의 건초 생산은 1930년대까지 기계화되었다. 건초 묶음은 1850년경 최초의 건초 프레스의 발명으로 시작되었다. 20세기 초 미국에서 건초에 가장 흔히 사용된 식물은 티모시풀과 토끼풀속이었지만, 두 식물 모두 유럽이 원산지이다. 건초는 취급을 용이하게 하고 보관 및 운송에 필요한 공간을 줄이기 위해 묶였다. 최초의 묶음은 약 300파운드였다. 원래 기계는 그린 카운티 역사 협회에서 촬영한 것과 유사한 수직형 디자인이었다. 이 기계는 말이 끄는 나사 프레스 메커니즘이나 낙하하는 무게를 사용하여 건초를 압축했다. 첫 번째 특허는 1853년에 말 동력의 나사 작동식 건초 프레스에 대해 H. L. 에머리에게 부여되었다. 다른 모델은 1843년에 올버니의 P. K. 데데릭의 아들들이나 스위스 카운티, 인디애나의 새뮤얼 휴이트에 의해 제작된 것으로 보고되었다. 나중에는 수평형 기계가 고안되었다. 그 중 하나는 1872년에 올버니의 P. K. 데데릭이 만든 "영구 프레스"였다. 이 기계는 1882년경에는 증기 기관으로 구동될 수 있었다. 연속식 건초 베일러는 1914년에 출시되었다.

### 현대 기계화 기술

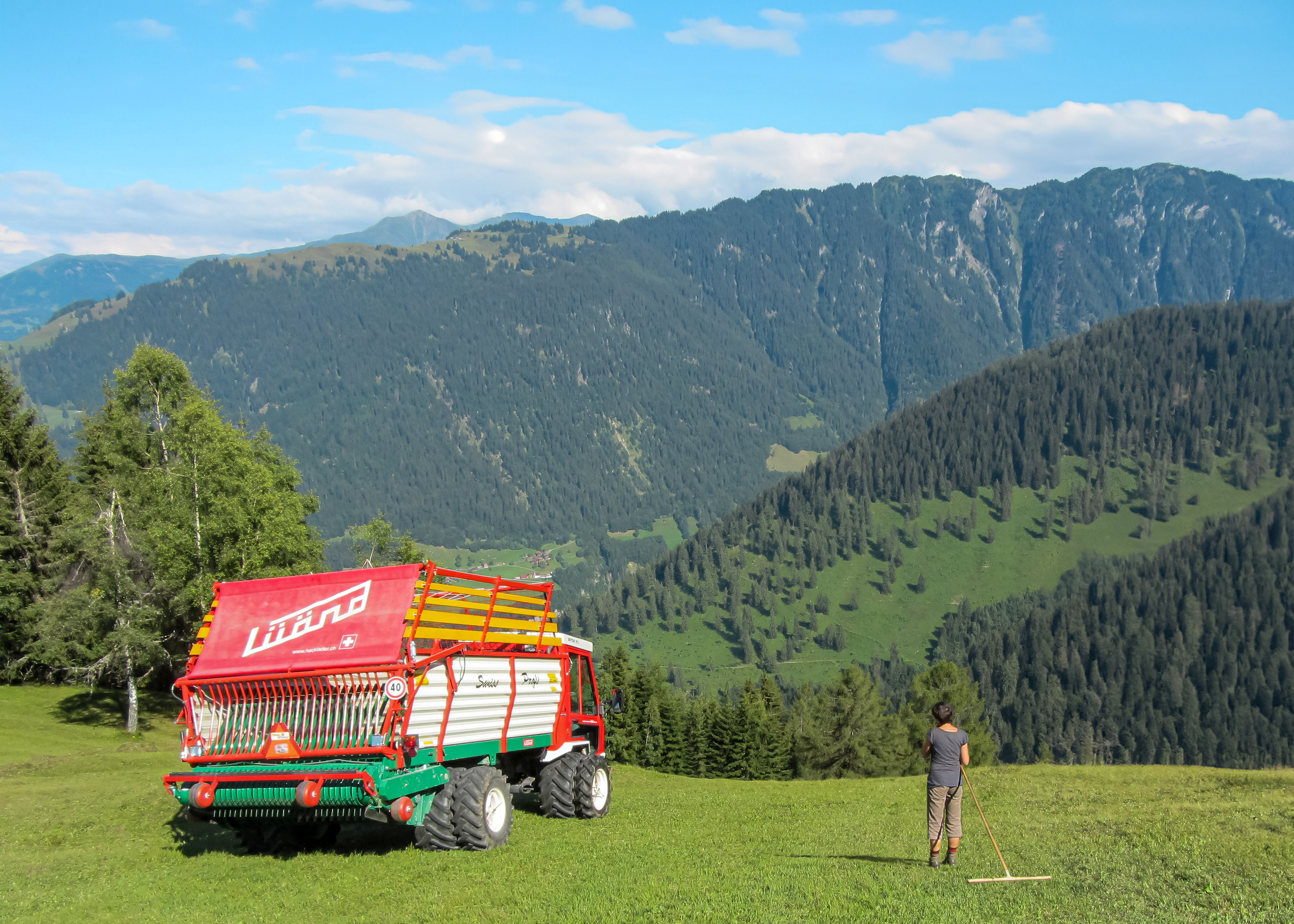
스위스 알프스에서 건초 수확

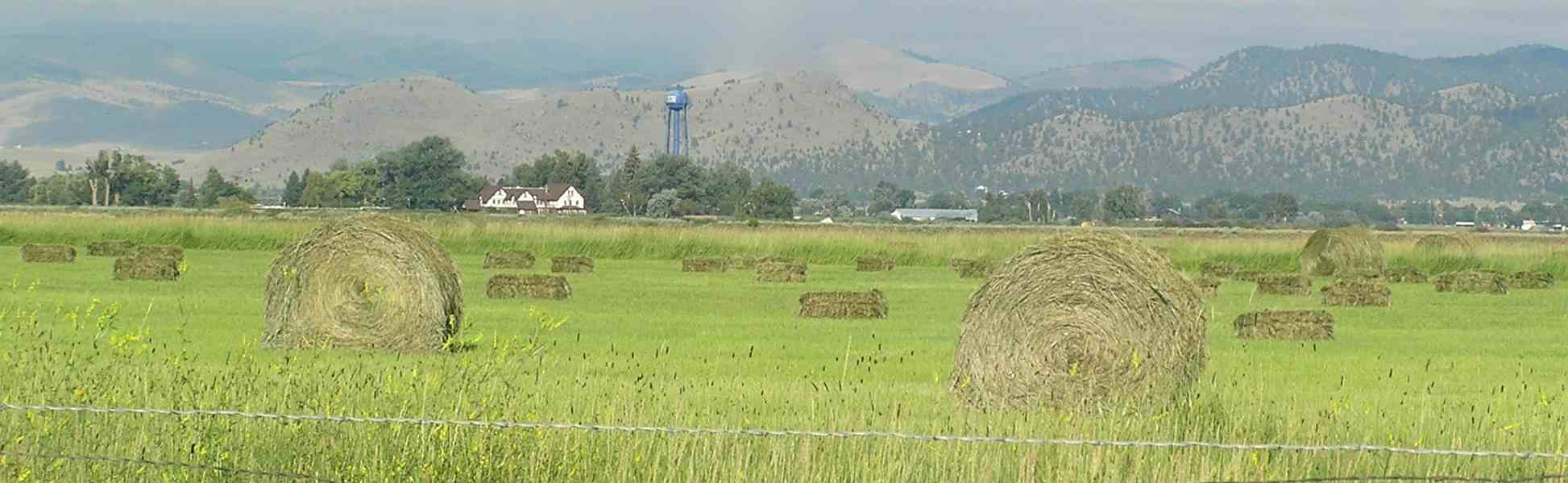
다양한 베일러는 다양한 크기와 모양의 건초 묶음을 생산할 수 있다. 여기서는 두 가지 다른 베일러를 사용하여 대형 원형 묶음과 소형 사각 묶음을 모두 만들었다.

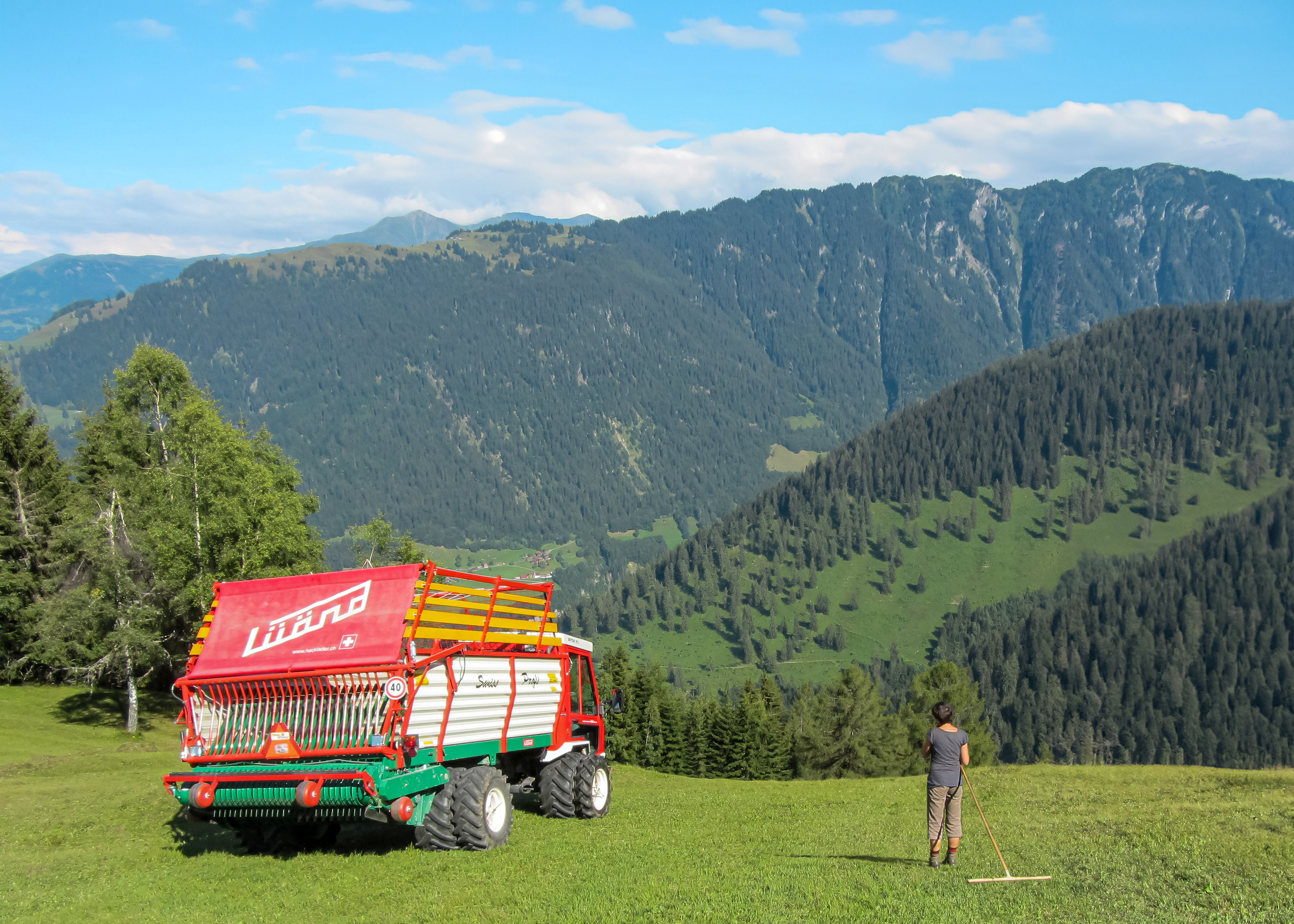
스위스 알프스에서 건초 수확

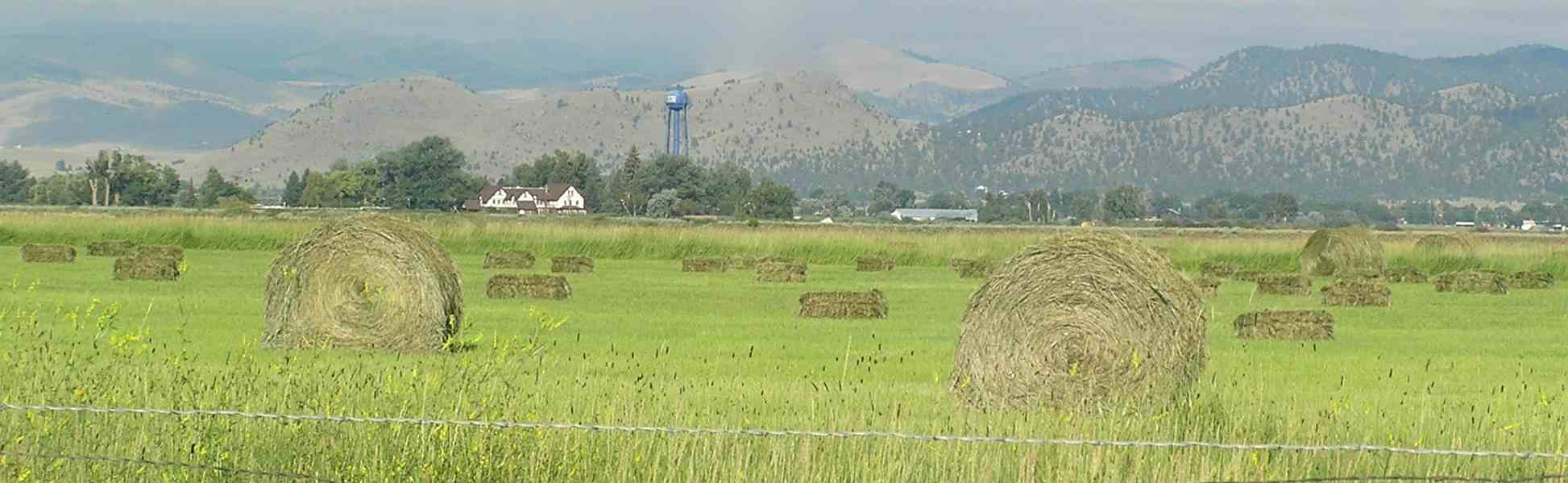
다양한 베일러는 다양한 크기와 모양의 건초 묶음을 생산할 수 있다. 여기서는 두 가지 다른 베일러를 사용하여 대형 원형 묶음과 소형 사각 묶음을 모두 만들었다.

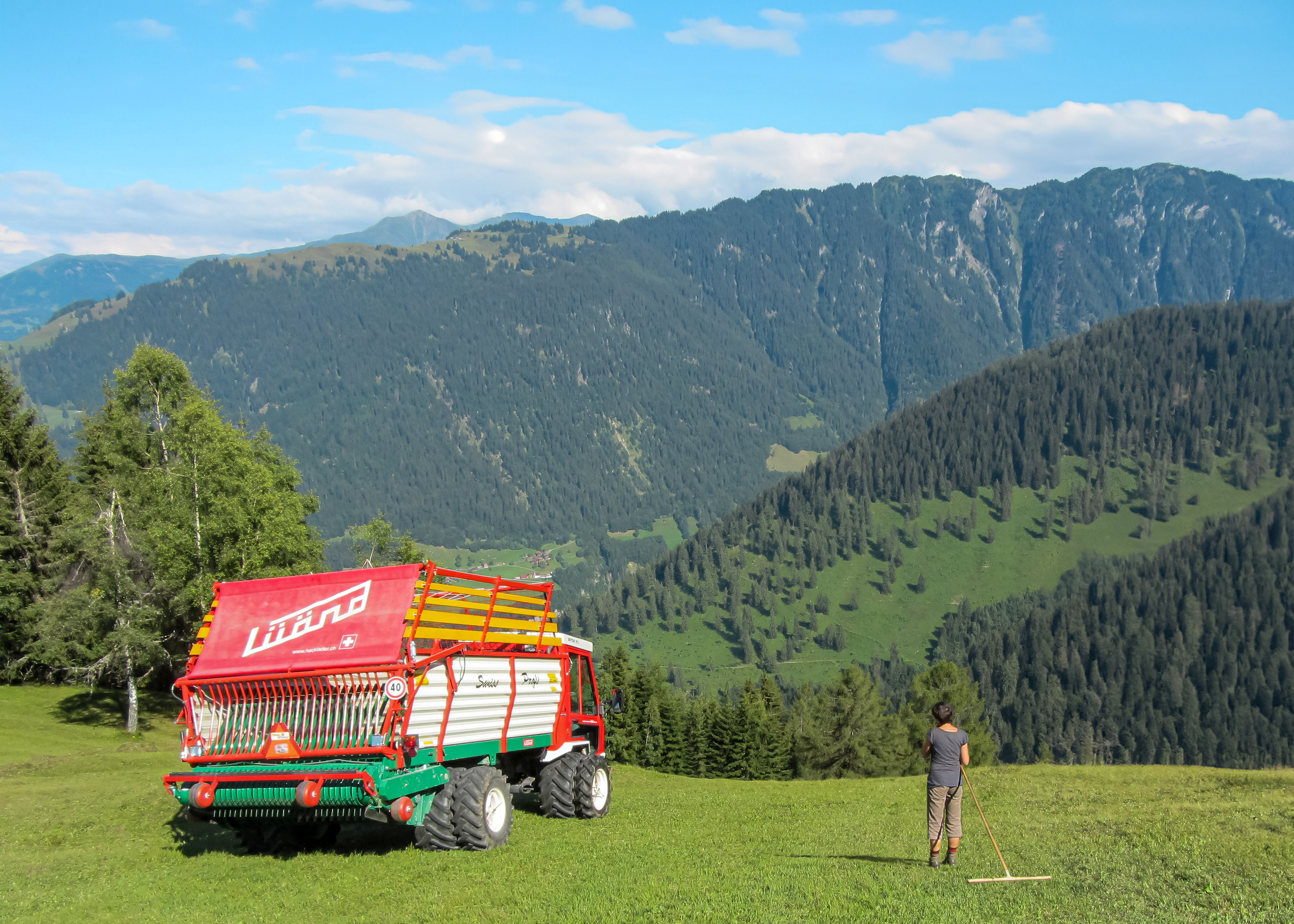
스위스 알프스에서 건초 수확

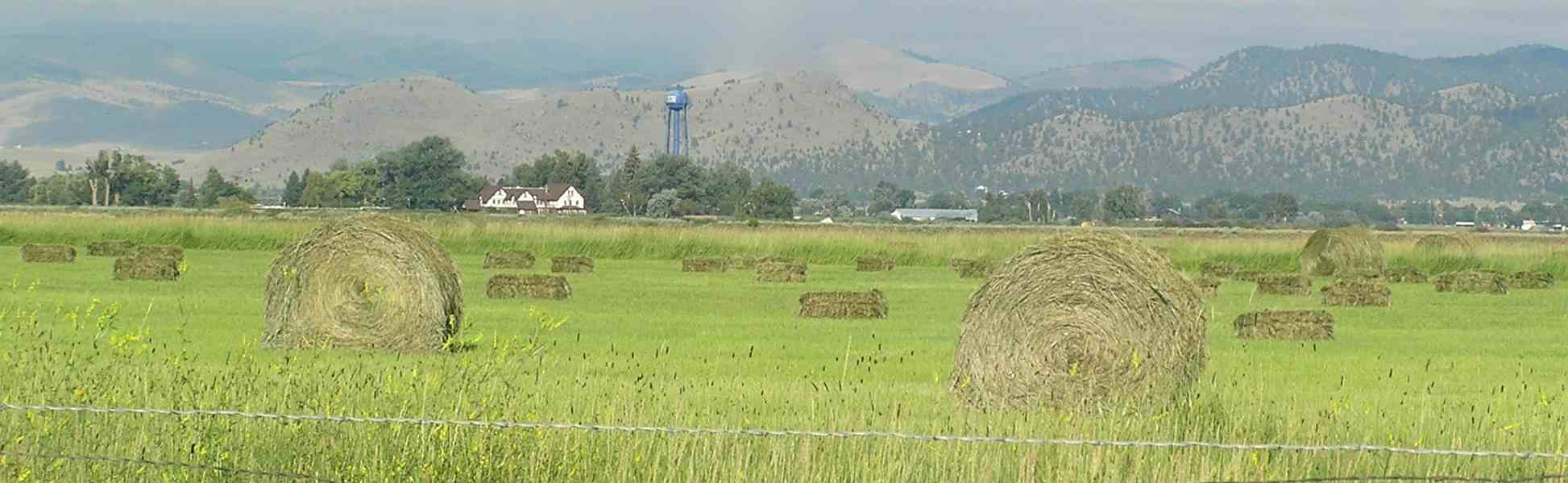
다양한 베일러는 다양한 크기와 모양의 건초 묶음을 생산할 수 있다. 여기서는 두 가지 다른 베일러를 사용하여 대형 원형 묶음과 소형 사각 묶음을 모두 만들었다.

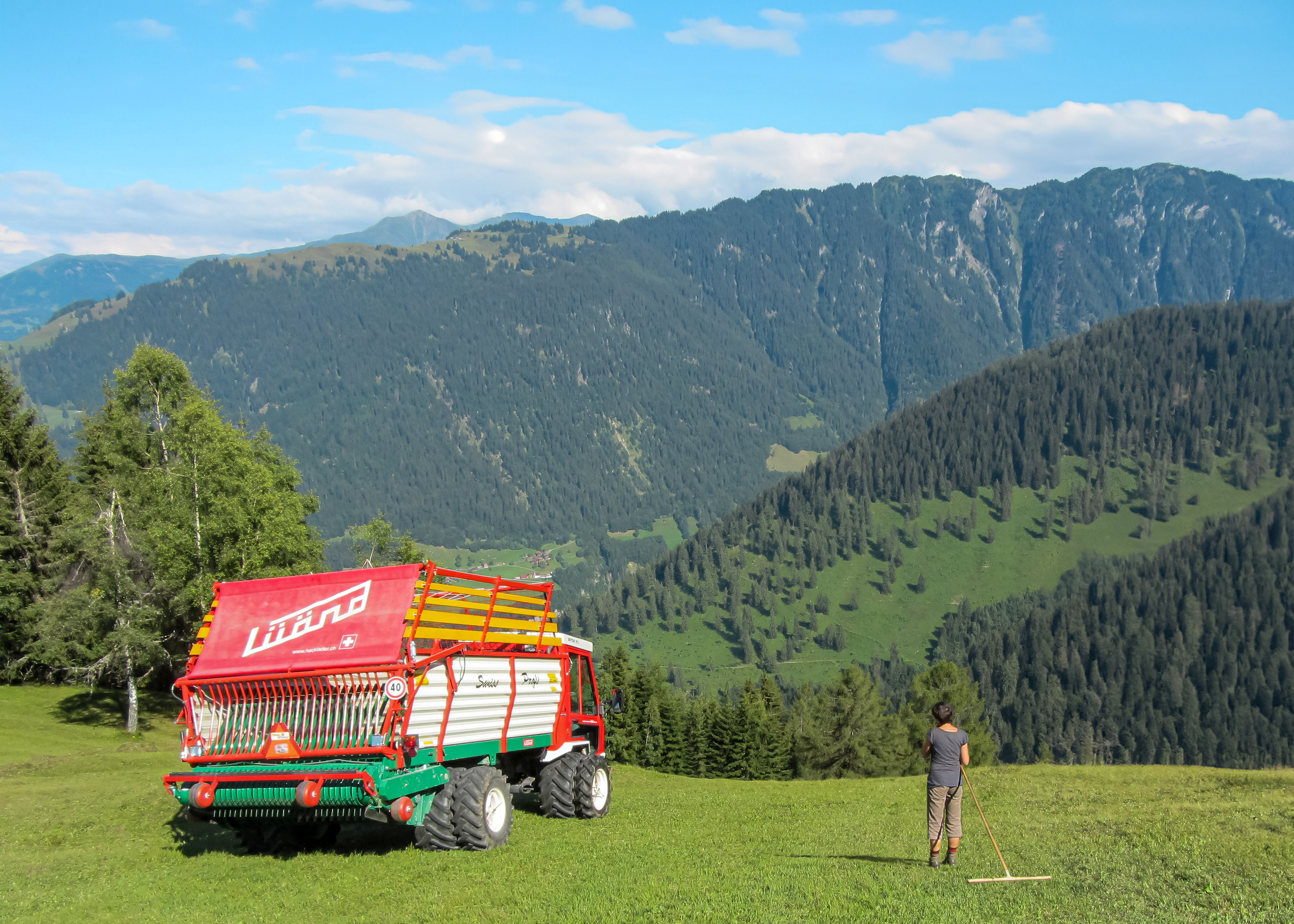
스위스 알프스에서 건초 수확

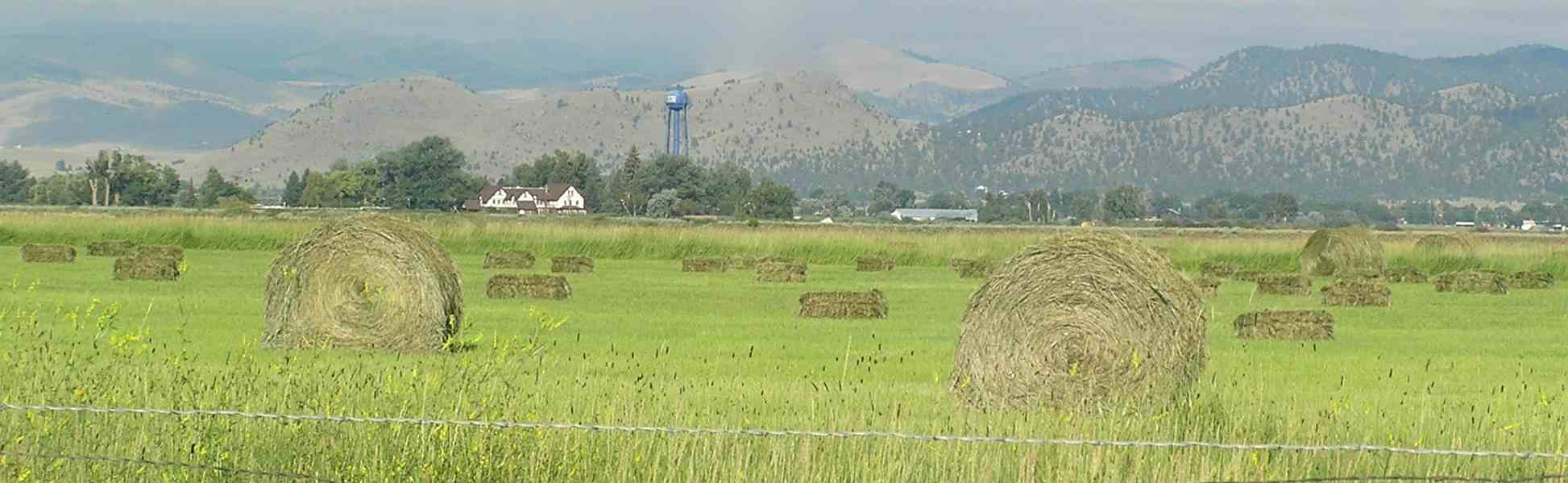
다양한 베일러는 다양한 크기와 모양의 건초 묶음을 생산할 수 있다. 여기서는 두 가지 다른 베일러를 사용하여 대형 원형 묶음과 소형 사각 묶음을 모두 만들었다.

오늘날 현대적인 기계화 건초 생산은 일반적으로 여러 기계로 수행된다. 소규모 작업에서는 트랙터를 사용하여 다양한 장비를 끌어 베기 및 긁기 작업을 수행하는 반면, 대규모 작업에서는 예취기 또는 베기장치와 같은 특수 기계를 사용하여 건초를 자르고 한 번에 풍건단으로 배열한다. 베일러는 일반적으로 트랙터가 끌며, 더 큰 베일러는 더 강력한 트랙터를 필요로 한다.
이동식 베일러, 즉 한 번에 건초를 모으고 묶는 기계는 1940년경에 처음 개발되었다. 초기 베일러는 개인이 들어 올릴 수 있을 만큼 작은 직사각형 묶음을 생산했으며, 일반적으로 각각 32~45kg(70~100파운드) 정도였다. 이 묶음의 크기와 모양은 손으로 들어 올리고 운반 차량에 쌓고 손으로 건초더미를 만드는 등 수동 취급이 가능했다. 노동력을 줄이고 안전을 높이기 위해 나중에 로더와 스태커가 개발되어 밭에서 건초더미나 건초 헛간으로 소형 묶음을 운반하는 작업을 기계화했다. 20세기 후반에는 최대 3,000 파운드 (1,400 kg)까지 나가는 대형 묶음을 생산할 수 있는 베일러가 개발되었다.
건초 수확 중 또는 직후에 건초를 건조시키는 것이 인기가 있다. 기본 아이디어는 특히 습한 기후나 비가 건초 작업에 지장을 줄 우려가 있는 경우 건조 시간을 줄이는 것이다. 일반적으로 건초 컨디셔너 내부의 롤러 또는 플레일이 자주개자리 또는 풀 줄기를 구겨거나 부수거나 벗겨서 증발 속도를 높인다. 때로는 소금 용액을 건초(일반적으로 자주개자리) 위에 뿌려 건초를 건조시키는 데 도움이 되기도 한다.
일단 건초를 자르고 말려서 풍건단으로 긁어모으면, 일반적으로 묶음이나 다발로 모아서 중앙 저장고로 운반된다. 일부 지역에서는 지리, 지역, 기후 및 문화에 따라 건초를 묶지 않고 느슨하게 모아서 쌓기도 한다.
|  |  |  |

## 역사

### 초기 방법
콜루멜라는 그의 De re rustica에서 초기 로마 제국의 일반적인 건초 제조 과정을 묘사한다. 많은 건초는 원래 작업 팀에 의해 큰낫으로 잘려져 밭에서 건조된 후 왜건에 느슨하게 모아졌다. 나중에는 예취기와 같은 말이 끄는 도구로 건초 제조가 이루어졌다.
건초가 잘리고 건조된 후, 손으로 또는 말이 끄는 도구로 갈퀴질하여 선형 더미로 긁어모으거나 줄 지어 놓았다. 필요한 경우 건초를 뒤집는 작업은 원래 갈퀴나 쇠스랑으로 손으로 했다. 건조된 건초가 줄 지어 놓여지면, 쇠스랑을 사용하여 느슨하게 쌓았는데, 원래는 말이 끄는 수레나 왜건에, 나중에는 트럭이나 트랙터가 끄는 트레일러에 실었고, 이 경우에는 쇠스랑 대신 빗자루를 사용할 수 있었다.
느슨한 건초는 지정된 저장 공간으로 운반되었는데, 보통 적절한 배수를 위해 약간 높은 곳에 위치했으며, 그곳에서 건초더미로 만들어졌다. 더미를 만드는 것은 숙련된 작업이었는데, 건설 중에 방수되도록 만들어야 했기 때문이다. 건초더미는 자체 무게로 압축되어 잔류 수분과 압축력에 의해 발생하는 열을 방출하여 건초가 숙성되도록 했다. 건초더미는 보통 릭 야드(rick yard)로 알려진 울타리 친 공간에 둘러싸여 목장의 나머지 부분과 분리되었으며, 수분으로부터 보호하기 위해 종종 이엉으로 덮거나 시트로 덮었다. 필요할 때, 건초 칼을 사용하여 건초 조각을 잘라 매일 동물에게 급여했다.
일부 농장에서는 느슨한 건초를 병영, 광 또는 헛간에 보관했는데, 보통 압축되어 건조되도록 했다. 건초는 건초 로프트를 위한 더 많은 공간을 허용하도록 내부 구조가 거의 없는 특별히 설계된 헛간에 보관할 수 있었다. 또는 소 축사나 마구간의 위층이 사용되었는데, 바닥에 해치가 있어 건초를 아래의 건초 선반으로 던질 수 있었다. 지역에 따라 "건초 릭"이라는 용어는 건초를 자르는 기계, 건초더미 또는 건초를 수집하는 왜건을 의미할 수 있었다.
농기계, 즉 트랙터와 베일러의 발명으로 대부분의 건초 생산은 1930년대까지 기계화되었다. 건초 묶음은 1850년경 최초의 건초 프레스의 발명으로 시작되었다. 20세기 초 미국에서 건초에 가장 흔히 사용된 식물은 티모시풀과 토끼풀속이었지만, 두 식물 모두 유럽이 원산지이다. 건초는 취급을 용이하게 하고 보관 및 운송에 필요한 공간을 줄이기 위해 묶였다. 최초의 묶음은 약 300파운드였다. 원래 기계는 그린 카운티 역사 협회에서 촬영한 것과 유사한 수직형 디자인이었다. 이 기계는 말이 끄는 나사 프레스 메커니즘이나 낙하하는 무게를 사용하여 건초를 압축했다. 첫 번째 특허는 1853년에 말 동력의 나사 작동식 건초 프레스에 대해 H. L. 에머리에게 부여되었다. 다른 모델은 1843년에 올버니의 P. K. 데데릭의 아들들이나 스위스 카운티, 인디애나의 새뮤얼 휴이트에 의해 제작된 것으로 보고되었다. 나중에는 수평형 기계가 고안되었다. 그 중 하나는 1872년에 올버니의 P. K. 데데릭이 만든 "영구 프레스"였다. 이 기계는 1882년경에는 증기 기관으로 구동될 수 있었다. 연속식 건초 베일러는 1914년에 출시되었다.

### 현대 기계화 기술
오늘날 현대적인 기계화 건초 생산은 일반적으로 여러 기계로 수행된다. 소규모 작업에서는 트랙터를 사용하여 다양한 장비를 끌어 베기 및 긁기 작업을 수행하는 반면, 대규모 작업에서는 예취기 또는 베기장치와 같은 특수 기계를 사용하여 건초를 자르고 한 번에 풍건단으로 배열한다. 베일러는 일반적으로 트랙터가 끌며, 더 큰 베일러는 더 강력한 트랙터를 필요로 한다.
이동식 베일러, 즉 한 번에 건초를 모으고 묶는 기계는 1940년경에 처음 개발되었다. 초기 베일러는 개인이 들어 올릴 수 있을 만큼 작은 직사각형 묶음을 생산했으며, 일반적으로 각각 32~45kg(70~100파운드) 정도였다. 이 묶음의 크기와 모양은 손으로 들어 올리고 운반 차량에 쌓고 손으로 건초더미를 만드는 등 수동 취급이 가능했다. 노동력을 줄이고 안전을 높이기 위해 나중에 로더와 스태커가 개발되어 밭에서 건초더미나 건초 헛간으로 소형 묶음을 운반하는 작업을 기계화했다. 20세기 후반에는 최대 3,000 파운드 (1,400 kg)까지 나가는 대형 묶음을 생산할 수 있는 베일러가 개발되었다.
건초 수확 중 또는 직후에 건초를 건조시키는 것이 인기가 있다. 기본 아이디어는 특히 습한 기후나 비가 건초 작업에 지장을 줄 우려가 있는 경우 건조 시간을 줄이는 것이다. 일반적으로 건초 컨디셔너 내부의 롤러 또는 플레일이 자주개자리 또는 풀 줄기를 구겨거나 부수거나 벗겨서 증발 속도를 높인다. 때로는 소금 용액을 건초(일반적으로 자주개자리) 위에 뿌려 건초를 건조시키는 데 도움이 되기도 한다.
일단 건초를 자르고 말려서 풍건단으로 긁어모으면, 일반적으로 묶음이나 다발로 모아서 중앙 저장고로 운반된다. 일부 지역에서는 지리, 지역, 기후 및 문화에 따라 건초를 묶지 않고 느슨하게 모아서 쌓기도 한다.
|  |  |  |

## 역사

### 초기 방법
콜루멜라는 그의 De re rustica에서 초기 로마 제국의 일반적인 건초 제조 과정을 묘사한다. 많은 건초는 원래 작업 팀에 의해 큰낫으로 잘려져 밭에서 건조된 후 왜건에 느슨하게 모아졌다. 나중에는 예취기와 같은 말이 끄는 도구로 건초 제조가 이루어졌다.
건초가 잘리고 건조된 후, 손으로 또는 말이 끄는 도구로 갈퀴질하여 선형 더미로 긁어모으거나 줄 지어 놓았다. 필요한 경우 건초를 뒤집는 작업은 원래 갈퀴나 쇠스랑으로 손으로 했다. 건조된 건초가 줄 지어 놓여지면, 쇠스랑을 사용하여 느슨하게 쌓았는데, 원래는 말이 끄는 수레나 왜건에, 나중에는 트럭이나 트랙터가 끄는 트레일러에 실었고, 이 경우에는 쇠스랑 대신 빗자루를 사용할 수 있었다.
느슨한 건초는 지정된 저장 공간으로 운반되었는데, 보통 적절한 배수를 위해 약간 높은 곳에 위치했으며, 그곳에서 건초더미로 만들어졌다. 더미를 만드는 것은 숙련된 작업이었는데, 건설 중에 방수되도록 만들어야 했기 때문이다. 건초더미는 자체 무게로 압축되어 잔류 수분과 압축력에 의해 발생하는 열을 방출하여 건초가 숙성되도록 했다. 건초더미는 보통 릭 야드(rick yard)로 알려진 울타리 친 공간에 둘러싸여 목장의 나머지 부분과 분리되었으며, 수분으로부터 보호하기 위해 종종 이엉으로 덮거나 시트로 덮었다. 필요할 때, 건초 칼을 사용하여 건초 조각을 잘라 매일 동물에게 급여했다.
일부 농장에서는 느슨한 건초를 병영, 광 또는 헛간에 보관했는데, 보통 압축되어 건조되도록 했다. 건초는 건초 로프트를 위한 더 많은 공간을 허용하도록 내부 구조가 거의 없는 특별히 설계된 헛간에 보관할 수 있었다. 또는 소 축사나 마구간의 위층이 사용되었는데, 바닥에 해치가 있어 건초를 아래의 건초 선반으로 던질 수 있었다. 지역에 따라 "건초 릭"이라는 용어는 건초를 자르는 기계, 건초더미 또는 건초를 수집하는 왜건을 의미할 수 있었다.
농기계, 즉 트랙터와 베일러의 발명으로 대부분의 건초 생산은 1930년대까지 기계화되었다. 건초 묶음은 1850년경 최초의 건초 프레스의 발명으로 시작되었다. 20세기 초 미국에서 건초에 가장 흔히 사용된 식물은 티모시풀과 토끼풀속이었지만, 두 식물 모두 유럽이 원산지이다. 건초는 취급을 용이하게 하고 보관 및 운송에 필요한 공간을 줄이기 위해 묶였다. 최초의 묶음은 약 300파운드였다. 원래 기계는 그린 카운티 역사 협회에서 촬영한 것과 유사한 수직형 디자인이었다. 이 기계는 말이 끄는 나사 프레스 메커니즘이나 낙하하는 무게를 사용하여 건초를 압축했다. 첫 번째 특허는 1853년에 말 동력의 나사 작동식 건초 프레스에 대해 H. L. 에머리에게 부여되었다. 다른 모델은 1843년에 올버니의 P. K. 데데릭의 아들들이나 스위스 카운티, 인디애나의 새뮤얼 휴이트에 의해 제작된 것으로 보고되었다. 나중에는 수평형 기계가 고안되었다. 그 중 하나는 1872년에 올버니의 P. K. 데데릭이 만든 "영구 프레스"였다. 이 기계는 1882년경에는 증기 기관으로 구동될 수 있었다. 연속식 건초 베일러는 1914년에 출시되었다.

### 현대 기계화 기술
오늘날 현대적인 기계화 건초 생산은 일반적으로 여러 기계로 수행된다. 소규모 작업에서는 트랙터를 사용하여 다양한 장비를 끌어 베기 및 긁기 작업을 수행하는 반면, 대규모 작업에서는 예취기 또는 베기장치와 같은 특수 기계를 사용하여 건초를 자르고 한 번에 풍건단으로 배열한다. 베일러는 일반적으로 트랙터가 끌며, 더 큰 베일러는 더 강력한 트랙터를 필요로 한다.
이동식 베일러, 즉 한 번에 건초를 모으고 묶는 기계는 1940년경에 처음 개발되었다. 초기 베일러는 개인이 들어 올릴 수 있을 만큼 작은 직사각형 묶음을 생산했으며, 일반적으로 각각 32~45kg(70~100파운드) 정도였다. 이 묶음의 크기와 모양은 손으로 들어 올리고 운반 차량에 쌓고 손으로 건초더미를 만드는 등 수동 취급이 가능했다. 노동력을 줄이고 안전을 높이기 위해 나중에 로더와 스태커가 개발되어 밭에서 건초더미나 건초 헛간으로 소형 묶음을 운반하는 작업을 기계화했다. 20세기 후반에는 최대 3,000 파운드 (1,400 kg)까지 나가는 대형 묶음을 생산할 수 있는 베일러가 개발되었다.
건초 수확 중 또는 직후에 건초를 건조시키는 것이 인기가 있다. 기본 아이디어는 특히 습한 기후나 비가 건초 작업에 지장을 줄 우려가 있는 경우 건조 시간을 줄이는 것이다. 일반적으로 건초 컨디셔너 내부의 롤러 또는 플레일이 자주개자리 또는 풀 줄기를 구겨거나 부수거나 벗겨서 증발 속도를 높인다. 때로는 소금 용액을 건초(일반적으로 자주개자리) 위에 뿌려 건초를 건조시키는 데 도움이 되기도 한다.
일단 건초를 자르고 말려서 풍건단으로 긁어모으면, 일반적으로 묶음이나 다발로 모아서 중앙 저장고로 운반된다. 일부 지역에서는 지리, 지역, 기후 및 문화에 따라 건초를 묶지 않고 느슨하게 모아서 쌓기도 한다.
|  |  |  |

## 역사

### 초기 방법
콜루멜라는 그의 De re rustica에서 초기 로마 제국의 일반적인 건초 제조 과정을 묘사한다. 많은 건초는 원래 작업 팀에 의해 큰낫으로 잘려져 밭에서 건조된 후 왜건에 느슨하게 모아졌다. 나중에는 예취기와 같은 말이 끄는 도구로 건초 제조가 이루어졌다.
건초가 잘리고 건조된 후, 손으로 또는 말이 끄는 도구로 갈퀴질하여 선형 더미로 긁어모으거나 줄 지어 놓았다. 필요한 경우 건초를 뒤집는 작업은 원래 갈퀴나 쇠스랑으로 손으로 했다. 건조된 건초가 줄 지어 놓여지면, 쇠스랑을 사용하여 느슨하게 쌓았는데, 원래는 말이 끄는 수레나 왜건에, 나중에는 트럭이나 트랙터가 끄는 트레일러에 실었고, 이 경우에는 쇠스랑 대신 빗자루를 사용할 수 있었다.
느슨한 건초는 지정된 저장 공간으로 운반되었는데, 보통 적절한 배수를 위해 약간 높은 곳에 위치했으며, 그곳에서 건초더미로 만들어졌다. 더미를 만드는 것은 숙련된 작업이었는데, 건설 중에 방수되도록 만들어야 했기 때문이다. 건초더미는 자체 무게로 압축되어 잔류 수분과 압축력에 의해 발생하는 열을 방출하여 건초가 숙성되도록 했다. 건초더미는 보통 릭 야드(rick yard)로 알려진 울타리 친 공간에 둘러싸여 목장의 나머지 부분과 분리되었으며, 수분으로부터 보호하기 위해 종종 이엉으로 덮거나 시트로 덮었다. 필요할 때, 건초 칼을 사용하여 건초 조각을 잘라 매일 동물에게 급여했다.
일부 농장에서는 느슨한 건초를 병영, 광 또는 헛간에 보관했는데, 보통 압축되어 건조되도록 했다. 건초는 건초 로프트를 위한 더 많은 공간을 허용하도록 내부 구조가 거의 없는 특별히 설계된 헛간에 보관할 수 있었다. 또는 소 축사나 마구간의 위층이 사용되었는데, 바닥에 해치가 있어 건초를 아래의 건초 선반으로 던질 수 있었다. 지역에 따라 "건초 릭"이라는 용어는 건초를 자르는 기계, 건초더미 또는 건초를 수집하는 왜건을 의미할 수 있었다.
농기계, 즉 트랙터와 베일러의 발명으로 대부분의 건초 생산은 1930년대까지 기계화되었다. 건초 묶음은 1850년경 최초의 건초 프레스의 발명으로 시작되었다. 20세기 초 미국에서 건초에 가장 흔히 사용된 식물은 티모시풀과 토끼풀속이었지만, 두 식물 모두 유럽이 원산지이다. 건초는 취급을 용이하게 하고 보관 및 운송에 필요한 공간을 줄이기 위해 묶였다. 최초의 묶음은 약 300파운드였다. 원래 기계는 그린 카운티 역사 협회에서 촬영한 것과 유사한 수직형 디자인이었다. 이 기계는 말이 끄는 나사 프레스 메커니즘이나 낙하하는 무게를 사용하여 건초를 압축했다. 첫 번째 특허는 1853년에 말 동력의 나사 작동식 건초 프레스에 대해 H. L. 에머리에게 부여되었다. 다른 모델은 1843년에 올버니의 P. K. 데데릭의 아들들이나 스위스 카운티, 인디애나의 새뮤얼 휴이트에 의해 제작된 것으로 보고되었다. 나중에는 수평형 기계가 고안되었다. 그 중 하나는 1872년에 올버니의 P. K. 데데릭이 만든 "영구 프레스"였다. 이 기계는 1882년경에는 증기 기관으로 구동될 수 있었다. 연속식 건초 베일러는 1914년에 출시되었다.

### 현대 기계화 기술
오늘날 현대적인 기계화 건초 생산은 일반적으로 여러 기계로 수행된다. 소규모 작업에서는 트랙터를 사용하여 다양한 장비를 끌어 베기 및 긁기 작업을 수행하는 반면, 대규모 작업에서는 예취기 또는 베기장치와 같은 특수 기계를 사용하여 건초를 자르고 한 번에 풍건단으로 배열한다. 베일러는 일반적으로 트랙터가 끌며, 더 큰 베일러는 더 강력한 트랙터를 필요로 한다.
이동식 베일러, 즉 한 번에 건초를 모으고 묶는 기계는 1940년경에 처음 개발되었다. 초기 베일러는 개인이 들어 올릴 수 있을 만큼 작은 직사각형 묶음을 생산했으며, 일반적으로 각각 32~45kg(70~100파운드) 정도였다. 이 묶음의 크기와 모양은 손으로 들어 올리고 운반 차량에 쌓고 손으로 건초더미를 만드는 등 수동 취급이 가능했다. 노동력을 줄이고 안전을 높이기 위해 나중에 로더와 스태커가 개발되어 밭에서 건초더미나 건초 헛간으로 소형 묶음을 운반하는 작업을 기계화했다. 20세기 후반에는 최대 3,000 파운드 (1,400 kg)까지 나가는 대형 묶음을 생산할 수 있는 베일러가 개발되었다.
건초 수확 중 또는 직후에 건초를 건조시키는 것이 인기가 있다. 기본 아이디어는 특히 습한 기후나 비가 건초 작업에 지장을 줄 우려가 있는 경우 건조 시간을 줄이는 것이다. 일반적으로 건초 컨디셔너 내부의 롤러 또는 플레일이 자주개자리 또는 풀 줄기를 구겨거나 부수거나 벗겨서 증발 속도를 높인다. 때로는 소금 용액을 건초(일반적으로 자주개자리) 위에 뿌려 건초를 건조시키는 데 도움이 되기도 한다.

## 시비 및 잡초 방제
현대 건초 생산은 종종 인공 비료와 제초제에 의존한다. 전통적으로 두엄이 건초밭에 사용되었지만, 오늘날에는 현대적인 화학 비료도 사용된다. 황야 지역에서 사용하기 위해 잡초 없는 건초로 인증받으려면 원치 않는 잡초를 밭에서 제거하기 위해 화학 제초제를 살포해야 하는 경우가 많으며, 심지어 비인증 건초밭도 유해 잡초의 생산을 제한하기 위해 살포된다. 육류가 궁극적으로 유기농으로 인증될 동물의 소비를 위해 재배되는 건초에는 유기농 형태의 시비 및 잡초 방제가 필요하다. 이를 위해 퇴비와 밭 돌려짓기는 토양 비옥도를 향상시킬 수 있으며, 건초의 성장 단계에서 밭을 정기적으로 베어주면 원치 않는 잡초의 확산을 줄일 수 있다. 최근 일부 생산자들은 인간 하수 슬러지를 사용하여 건초를 재배하는 실험을 하고 있다. 이는 인증된 유기농 방법이 아니며 EPA에서 경고 라벨을 의무화하지 않는다. 인간 하수 슬러지로 재배한 건초의 한 가지 우려는 건초가 중금속을 흡수하여 동물이 섭취하게 된다는 것이다. 몰리브데넘 중독은 소와 염소와 같은 반추류에게 특히 우려되며, 동물 사망 사례도 있었다. 또 다른 우려는 아미노피랄리드라는 제초제로, 동물의 소화관을 통과하여 결과적으로 생성된 분뇨가 많은 식물에 독성을 띠게 되어 식량 작물용 비료로 부적합하게 된다는 점이다. 아미노피랄리드와 관련 제초제는 환경에서 몇 년 동안 지속될 수 있다.

## 묶음

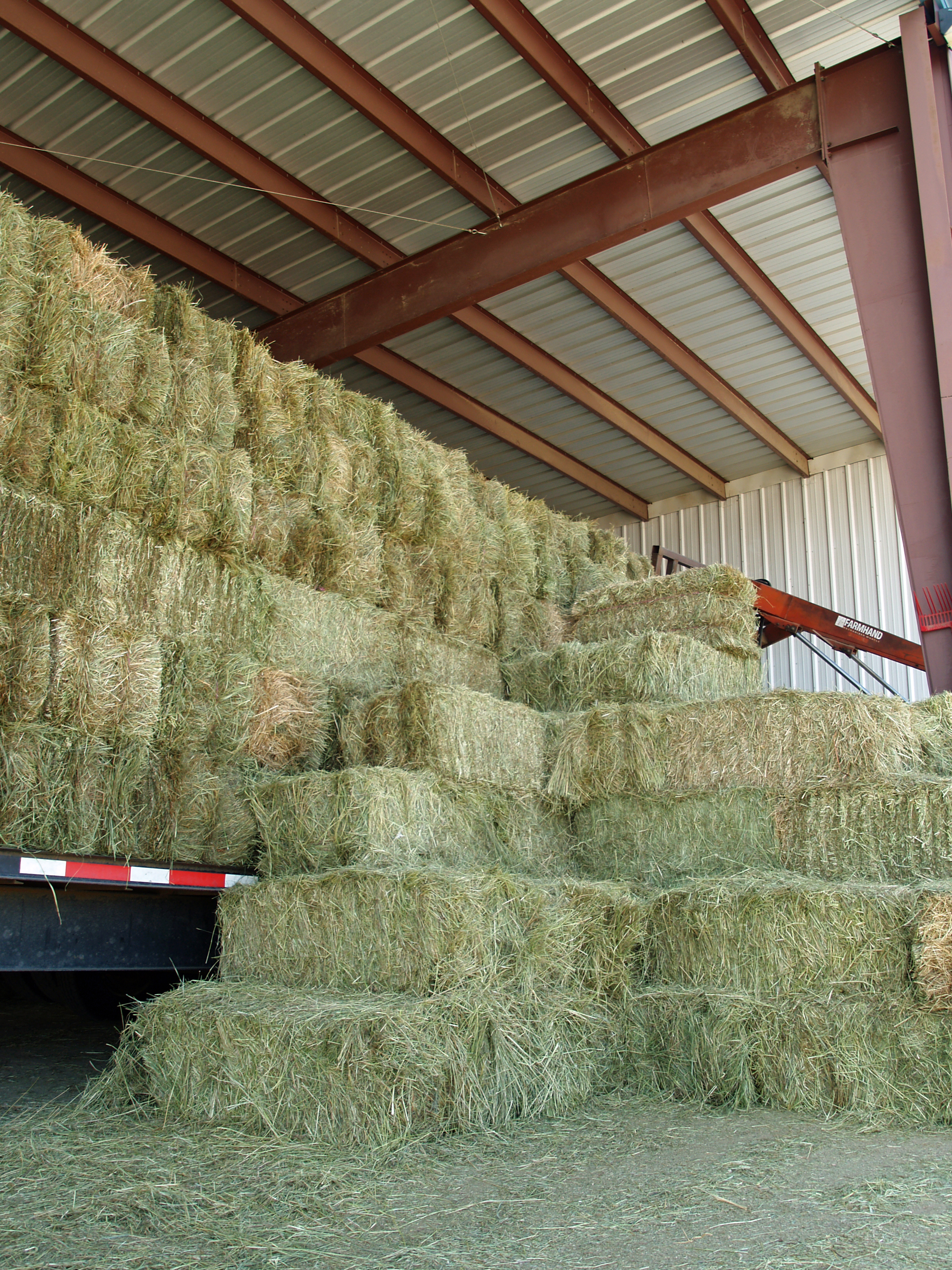
가능하면 건초, 특히 이와 같은 작은 사각 묶음은 지붕 아래에 보관하고 강수로부터 보호해야 한다.

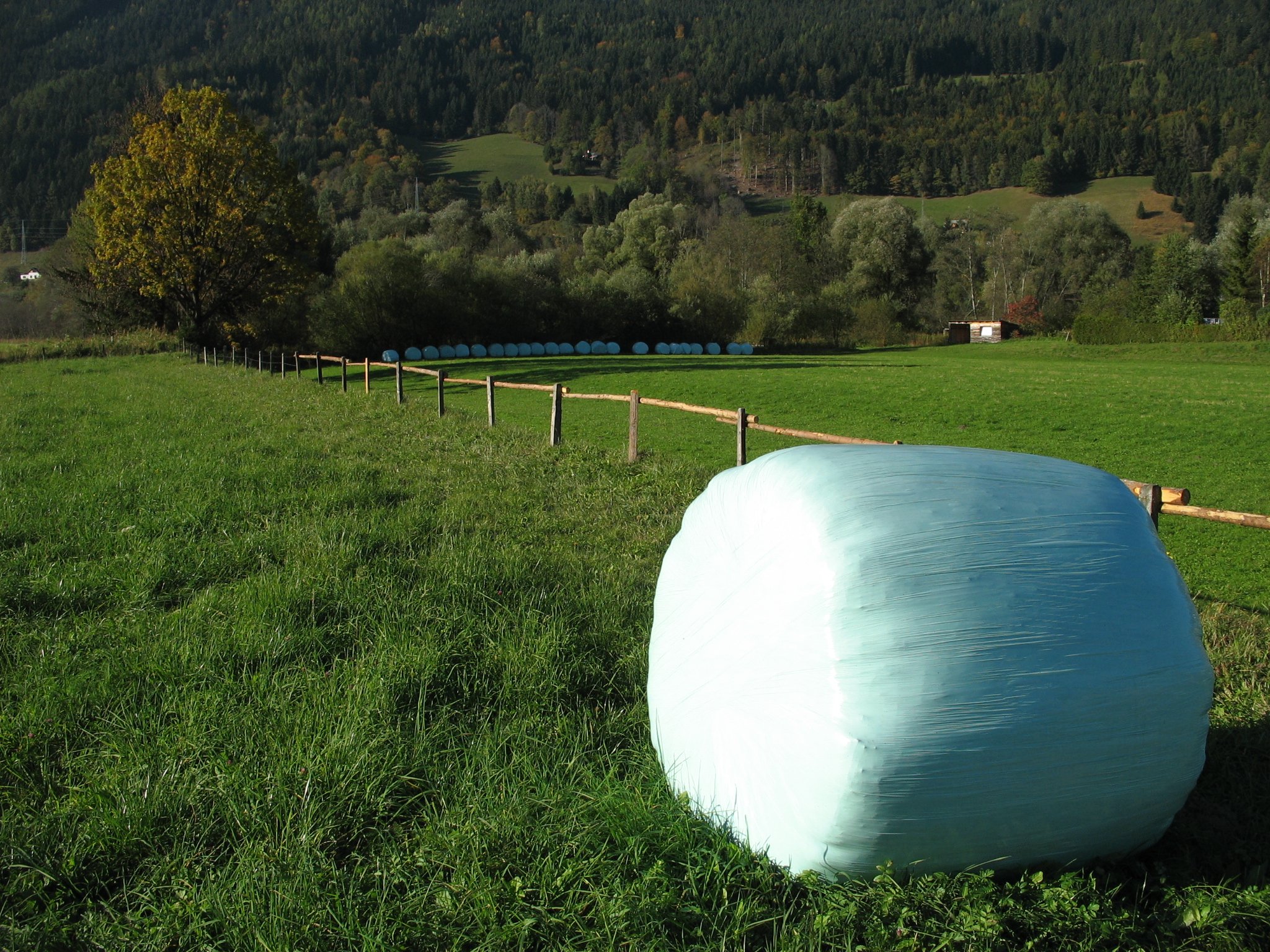
오스트리아에서 완전히 포장된 사일리지 묶음

작은 사각 묶음은 두 가지 주요 변형으로 만들어진다. 작은 "두 줄 묶음"(묶음을 고정하는 끈 두 개) 또는 큰 "세 줄 묶음"(묶음을 고정하는 끈 세 개). 이들은 두 그룹 내에서 크기가 다르지만 일반적으로 다른 시장에서 인기가 있다. 작은 두 줄 묶음은 취미 동물 시장에서 선호되며 편리한 크기로 인해 선호된다. 큰 세 줄 묶음은 운송 효율성 증가와 고객의 톤당 더 나은 가격 때문에 묶음을 수출하려는 생산자들이 선호한다. 두 줄 소형 묶음은 건초 묶음의 원래 형태이다. 두 가지 유형의 작은 묶음 모두를 위한 베일러뿐만 아니라 스태커, 번들러, 베일 어큐뮬레이터도 여전히 제조되어 이들을 다루는 데 사용된다. 일부 농장에서는 여전히 50년 이상 된 장비를 사용하여 작은 묶음을 생산한다. 작은 묶음은 많은 로데오와 카운티 정기시에서 재미로 여전히 개최되는 건초 운반 대회와 함께 전체 목장의 전통과 문화의 일부로 남아 있다. 작은 사각 묶음은 종종 기계적으로 또는 손으로 엇갈리게 쌓여 때로는 "건초더미", "릭" 또는 "건초릭"이라고 불린다. 비는 건초에서 영양분을 씻어내고 부패나 곰팡이를 유발할 수 있다. 작은 사각 묶음의 건초는 특히 취약하다. 따라서 작은 묶음은 종종 건초 더미나 건초 창고에 보관된다. 야외에 지어진 건초더미는 보통 방수포로 보호된다. 이렇게 하지 않으면 더미의 위쪽 두 층은 종종 부패와 곰팡이로 인해 손실되며, 더미가 적절한 건초더미 형태로 배열되지 않으면 습기가 더미 깊숙이 스며들 수 있다. 원형 묶음의 둥근 모양과 더 단단한 압축은 물이 묶음으로 침투할 가능성이 적기 때문에 부패에 덜 취약하게 만든다. 사각 묶음에는 사용되지 않는 망사 포장을 추가하면 훨씬 더 날씨에 대한 저항력을 높일 수 있다. 소수의 동물을 키우는 사람들은 기계 없이 한 사람이 다룰 수 있는 작은 묶음을 선호할 수 있다. 또한 건초 묶음이 곰팡이가 피거나, 베일링 장비에 우연히 죽어 묶음 안에 섞여 썩은 작은 생물(쥐, 뱀 등)의 사체가 포함되어 보툴리눔 독소와 같은 독소를 생성할 위험도 있다. 둘 다 반추류가 아닌 말과 같은 초식 동물에게 치명적일 수 있으며, 이런 경우 오염된 묶음 전체를 일반적으로 버리므로, 일부 사람들이 작은 묶음 시장을 계속 지지하는 또 다른 이유가 된다.
많은 양의 건초를 생산해야 하는 농부들은 훨씬 더 큰 묶음을 생산하는 베일러를 선택하여 날씨로부터 보호되는 건초의 양을 최대화할 것이다. 대형 묶음은 원형과 사각 두 가지 유형이 있다. 최대 1,000 킬로그램 (2,200 lb)까지 나가는 대형 사각 묶음은 쌓아서 트럭으로 쉽게 운반할 수 있다. 일반적으로 300 to 400 킬로그램 (660–880 lb) 나가는 대형 원형 묶음은 습기에 강하며 건초를 더 밀집하게 압축한다(특히 중앙에서). 원형 묶음은 기계 장비를 사용하여 빠르게 급여된다. 부피 대 겉넓이 비율 덕분에 건조 지역의 많은 농부들은 큰 묶음을 소비할 때까지 야외에 둘 수 있다. 습한 지역의 농부들과 폭설이 내리는 기후의 농부들은 둥근 묶음을 광이나 방수포 아래에 쌓고 가볍지만 내구성 있는 플라스틱 포장재를 사용하여 외부 묶음을 부분적으로 감쌀 수 있다. 이 포장재는 습기를 막지만 묶음의 양 끝은 노출시켜 건초 자체가 "숨을 쉬게" 하여 발효가 시작되지 않도록 한다. 원형 묶음을 광 아래에 보관할 수 있다면 더 오래 지속되고 부패와 습기로 인한 건초 손실이 줄어든다.
사일리지를 먹는 동물들을 위해 베일 포장기를 사용하여 원형 묶음을 완전히 밀봉하고 발효 과정을 유도할 수 있다. 이것은 우수한 사일로에 접근할 수 없는 생산자들이 돈을 절약하는 방법으로 사용되는 기술이며, 다른 곳으로 운송되는 사일리지를 생산하는 데 사용된다. 매우 습한 기후에서는 건초를 완전히 말리는 것의 합법적인 대안이다. 제대로 처리되면 자연 발효 과정이 곰팡이와 부패를 방지한다. 원형 묶음 사일리지("헤일리지"라고도 함)는 미국이나 오스트레일리아보다 유럽에서 더 흔히 볼 수 있다. 이렇게 보관된 건초는 플라스틱 안에 완전히 밀봉되어야 하는데, 구멍이나 찢어진 부분이 있으면 산소가 들어가 발효의 보존 특성을 멈추게 하고 부패로 이어질 수 있기 때문이다.

## 쌓기

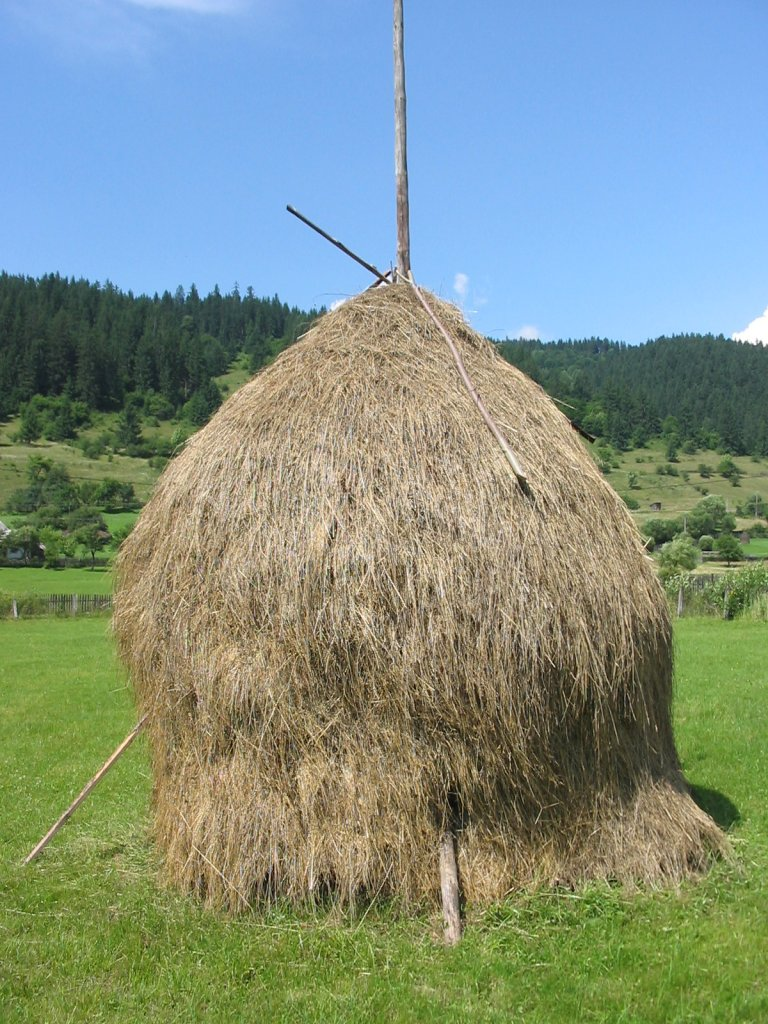
루마니아에서 중앙 기둥을 중심으로 지지대에 의해 지탱되는 느슨하게 쌓인 건초

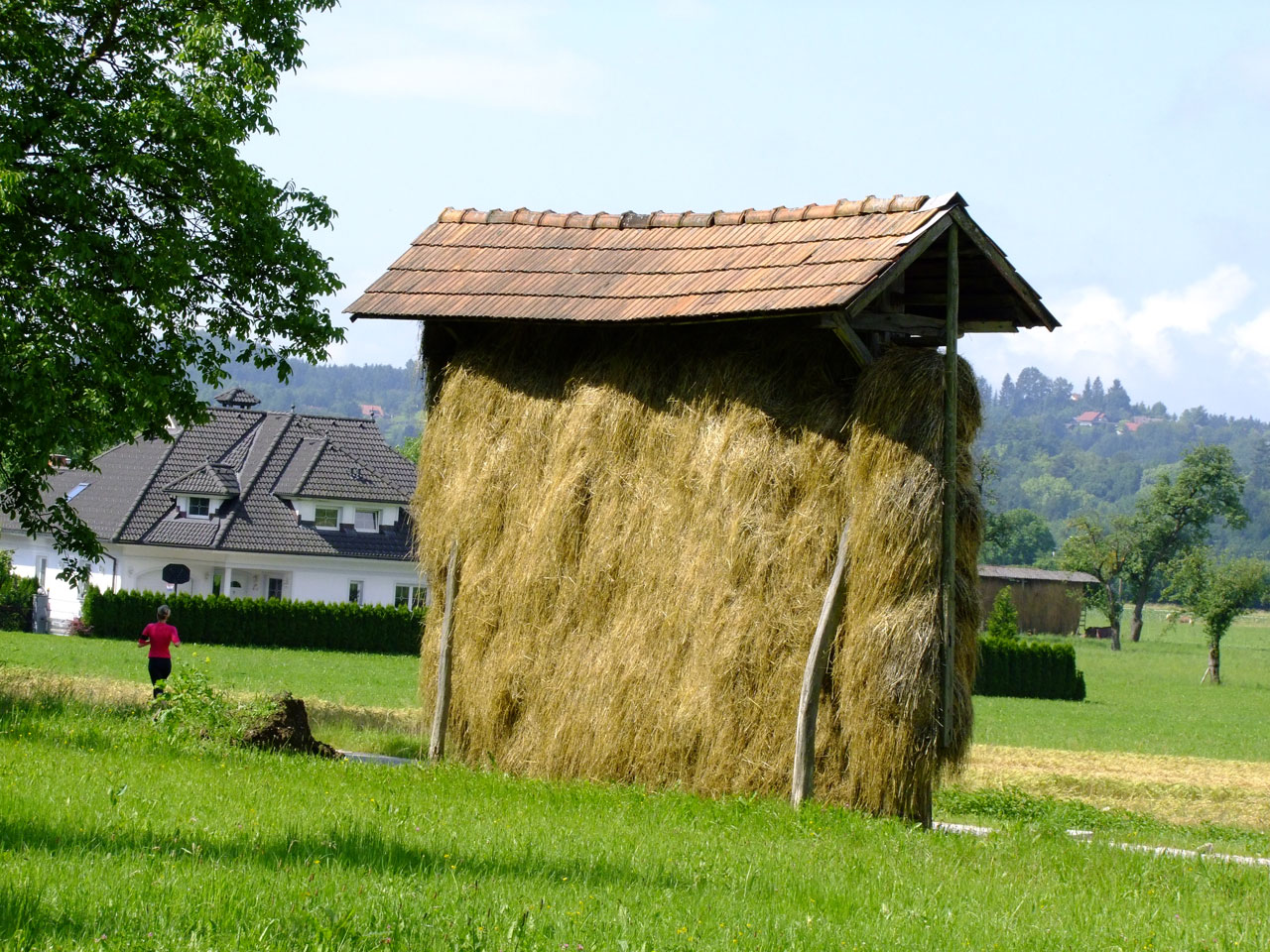
코졸레츠, 슬로베니아의 전통 건초 건조대

건초는 날씨로부터 보호되어야 하며, 최적으로는 건물 내부에 보관된다.:89 그러나 날씨 보호는 건초더미나 큰 단단한 묶음(원형 또는 직사각형)을 이용한 다른 야외 보관 방법으로도 제공된다. 이 모든 방법은 야외 건초 덩어리(더미 또는 묶음)의 표면이 날씨의 영향을 받아 그 아래의 건초 본체를 보존하는 것에 의존한다.
전통적으로 야외 건초 보관은 느슨한 건초로 만든 건초더미로 이루어졌으며, 대부분의 건초는 겨울 내내 충분히 보존되었고, 더미의 상층부(바람에 노출된 부분)는 다음 여름에 퇴비가 되도록 버려졌다. "느슨하다"는 것은 압축되지 않거나 묶이지 않았다는 의미이지만, 반드시 무작위로 배열된 줄기가 가볍고 솜털처럼 쌓여 있다는 의미는 아니다. 특히 영국과 같이 습한 기후에서는 더미의 외부 표면이 빗물을 얼마나 잘 흘려보내느냐가 중요한 요소이며, 느슨한 건초를 쌓는 작업은 숙련된 노동 집약적인 작업으로 발전하여 고급 형태에서는 상단을 이엉으로 덮기까지 했다. 많은 쌓는 방법(이엉 덮기 여부와 관계없이)에서는 줄기가 다발로 배열되었으며, 이는 정해진 순서로 놓였다.
1960년대 이후 대형 묶음의 등장과 함께, 오늘날 건초는 종종 야외에 보관되는데, 이는 대형 묶음의 외부 표면이 날씨를 막는 기능을 하기 때문이다. 대형 묶음은 또한 쌓을 수 있으며, 이는 주어진 노출 겉넓이가 더 많은 양의 보호된 내부 건초를 의미하게 한다. 플라스틱 방수포는 건초 손실을 줄이는 것을 목표로 비를 막는 데 사용되기도 하지만, 방수포 비용과 건초 손실률 차이 비용을 비교해야 한다. 이는 비용이나 플라스틱의 환경 발자국을 고려할 때 가치가 없을 수도 있다.
제2차 세계 대전 이후, 영국 농부들은 건초더미에 이엉을 씌우는 데 숙련된 농장 노동자에 대한 수요가 공급을 초과한다는 것을 발견했다. 이는 의심할 여지 없이 건초 제조 기술(다른 농장 기술과 마찬가지로)이 많은 작업을 한 사람이 수행하는 광범위한 기계화로 계속 진행되면서 묶음이 쌓는 것을 점점 더 대체하는 압력에 기여했다. 오늘날 수 톤의 건초를 한 사람이 적절한 장비(물론 비싸지만)만 있다면 베고, 컨디셔닝하고, 건조하고, 긁어모으고, 묶을 수 있다. 이 수 톤의 건초는 또한 한 사람이 옮길 수 있는데, 역시 적절한(비싼) 장비만 있다면 유압 회로로 작동하는 긴 스파이크가 달린 로더가 각 큰 묶음을 들어 올려 급여 장소로 옮긴다.
건초 더미를 울타리로 둘러싸서 돌아다니는 동물들이 먹지 못하게 할 수 있고, 또는 동물들이 겨울 사료의 일부로 밭에서 만든 더미에서 직접 사료를 먹을 수도 있다.
건초 더미는 건초 더미 또는 건초 닭 더미라고도 불린다. 일부 사용자들 사이에서 이 용어는 더 구체적으로는 더 큰 더미로 쌓이기 위해 잘라 모아진 작은 건초 더미를 의미한다. 이 단어들(건초 더미, 건초 닭 더미)은 보통 단단한 복합어로 표기되지만, 항상 그런 것은 아니다. 건초 더미는 때때로 스투크, 쇽, 또는 릭이라고도 불린다.
느슨한 더미는 습기 축적을 방지하고 건조 또는 숙성을 촉진하기 위해 만들어진다. 일부 지역에서는 이것이 원뿔형 또는 능선형 상단을 가진 더미를 건설함으로써 이루어진다. 외부 표면은 풍화 작용 후 회색으로 보일 수 있지만, 내부 건초는 신선하게 잘린 향의 흔적을 유지하고 희미한 녹색을 띤다. 그들은 이엉으로 덮이거나, 또는 보호 구조물 안에 보관될 수 있다. 그러한 구조물 중 하나는 네 개의 기둥으로 지지되는 이동식 지붕이며, 역사적으로 네덜란드 지붕, 건초 병영 또는 건초 모자라고 불렸다. 건초 더미는 또한 부패를 줄이기 위해 땅에 놓인 기초 위에 지어질 수 있으며, 일부 지역에서는 나무나 덤불로 만들어진다. 다른 지역에서는 건초를 느슨하게 쌓아 올리는데, 중앙 기둥, 나무, 또는 세 네 개의 기둥으로 이루어진 공간 안에 쌓아 더미의 안정성을 더한다.
영국 제도에서 볼 수 있는 느슨한 건초 쌓기 기술 중 하나는 초기 숙성을 촉진하기 위해 새로 베어진 건초를 발 더미, 건초 콜, 카일, 건초 쇽 또는 건초 닭 더미라고 불리는 작은 더미로 쌓는 것이다. 이들은 때때로 세 개의 기둥으로 형성된 플랫폼이나 삼각대 위에 지어져 건초를 땅에서 띄우고 중앙에 공기가 통하게 하여 더 잘 건조되도록 한다. 이러한 모양은 이슬과 빗물이 옆으로 흘러내리게 하여 내부의 건초가 건조되도록 한다. 건초를 다루는 사람들은 건초 갈퀴나 쇠스랑을 사용하여 건초 닭 더미와 건초 더미를 만들거나 건초를 옮긴다. 높은 건초 더미 건설은 때때로 간단한 기둥에서부터 비버슬라이드라고 불리는 대형 느슨한 더미 건설 장치에 이르는 경사로의 도움을 받는다.
|  |  |  |

## 안전

### 곰팡이

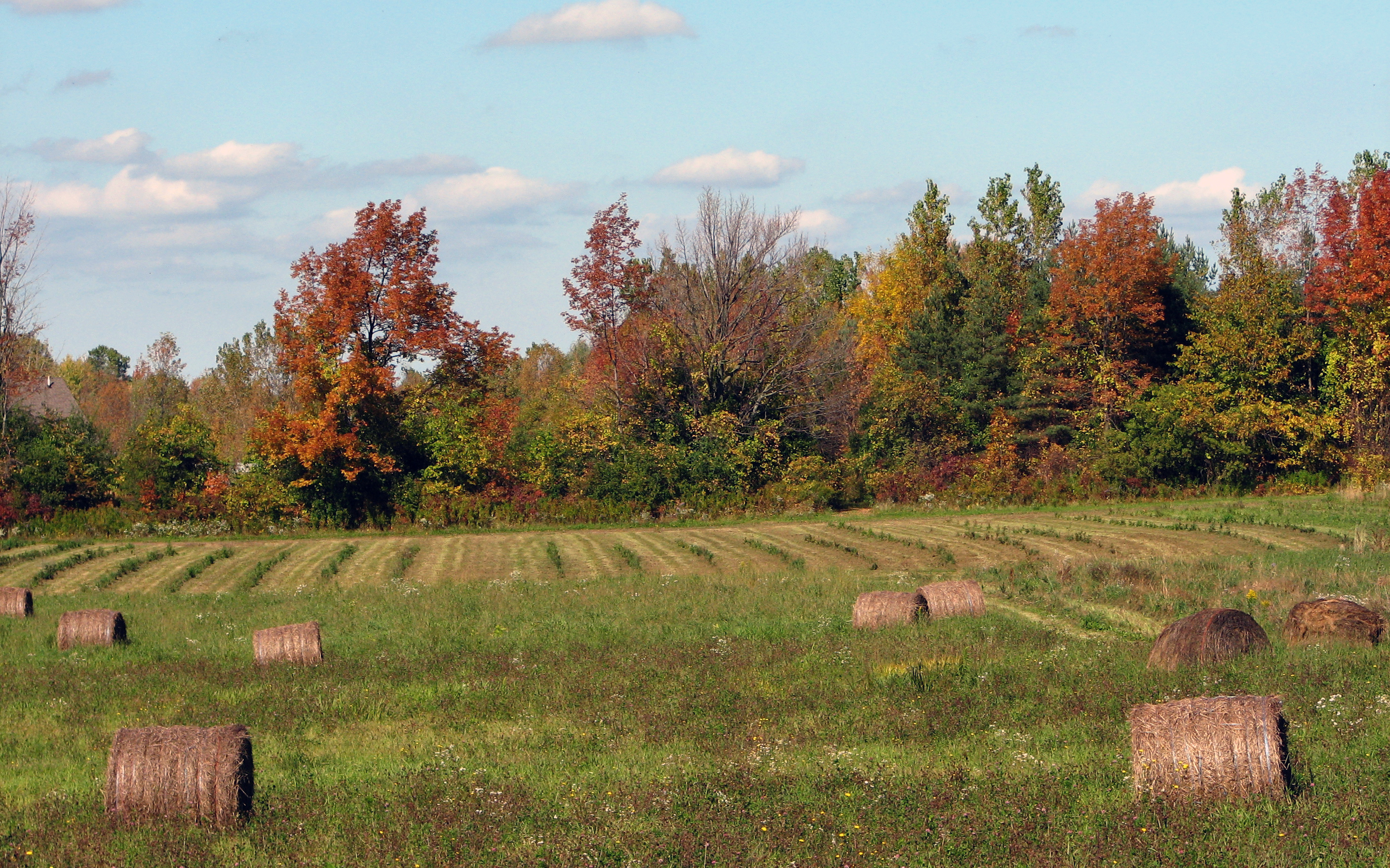
이 원형 묶음들은 아마도 1년 이상 필드에 수개월 동안 방치되어 날씨에 노출되어 썩고 있는 것처럼 보인다. 모든 동물이 썩거나 곰팡이가 핀 건초를 안전하게 먹을 수 있는 것은 아니다.

건초는 일반적으로 가축 초식 동물에게 공급하는 가장 안전한 사료 중 하나이다. 동물들이 너무 살찌거나 마르지 않도록 양을 조절해야 한다. 높은 에너지 요구량을 가진 사역동물에게는 보충 사료가 필요할 수 있다.
변질된 건초를 먹는 동물들은 먼지와 곰팡이 관련 기침에서부터 다양한 질병에 걸릴 수 있으며, 가장 심각한 경우는 보틀리눔 중독인데, 이는 작은 동물(예: 설치류나 뱀)이 베일링 장비에 의해 죽임을 당한 후 묶음 안에서 썩어 독소가 형성될 때 발생할 수 있다. 일부 동물은 살아있는 식물에 자랄 수 있는 특정 균류나 곰팡이에 민감하다. 예를 들어, 때때로 페스큐에 자라는 내생균 곰팡이는 임신한 암말의 낙태를 유발할 수 있다. 일부 식물 자체도 일부 동물에게 독성이 있을 수 있다. 예를 들어, 플랙스 위드라고도 알려진 호주 원산 식물인 Pimelea는 소에게 매우 독성이 강하다.
농부증은 건초 먼지나 곰팡이 포자 또는 기타 농업 제품에서 나오는 생물학적 먼지를 흡입하여 유발되는 과민성 폐장염이다. 건초에 노출되면 공기 중 알레르기 유발 물질에 과민한 사람들에게 알레르기 비염을 유발할 수도 있다.

### 자연발화
건초는 묶을 때 완전히 건조되어야 하며, 보관 중에도 건조한 상태를 유지해야 한다. 건초가 너무 습한 상태에서 묶이거나 보관 중에 젖게 되면, 자연발화의 위험이 크다. 야외에 보관된 건초는 습기 접촉이 최소화되도록 쌓아야 한다. 일부 더미는 건초 자체가 물을 흘려보내도록 배열된다. 다른 쌓기 방법은 첫 번째 층이나 건초 묶음을 나머지 부분을 보호하는 덮개로 사용한다. 습기를 완전히 차단하기 위해 야외 건초 더미는 방수포로 덮을 수도 있으며, 많은 원형 묶음은 베일링 과정의 일부로 플라스틱으로 부분적으로 포장된다. 자원이 허락하는 경우 건초는 지붕 아래에도 보관된다. 자주 광 안에 놓이거나 헛간 안에 쌓인다. 반면에 건조한 건초와 거기서 발생하는 먼지는 매우 인화성이 높으므로, 건초가 열이나 불꽃에 노출되지 않도록 주의해야 한다.
완전히 건조되기 전에 묶은 건초는 화재를 일으킬 만큼 충분한 열을 발생시킬 수 있다. 건초 더미는 박테리아 발효로 인해 내부 열을 발생시킨다. 건초를 젖은 풀과 함께 쌓으면, 발생하는 열이 건초에 불을 붙여 화재를 유발할 수 있다. 농부들은 자연발화를 피하기 위해 수분 수준에 주의해야 하는데, 이는 건초 더미 화재의 주요 원인이다. 열은 건조 중인 건초의 수분 함량이 40% 미만으로 떨어질 때까지 발생하는 호흡 과정에 의해 생성된다. 건초는 수분 함량이 20%에 도달하면 완전히 건조된 것으로 간주된다. 연소 문제는 일반적으로 묶음 후 5~7일 이내에 발생한다. 120 °F (49 °C)보다 차가운 묶음은 위험이 거의 없지만, 120 and 140 °F (49 and 60 °C) 사이의 묶음은 헛간이나 구조물에서 제거하여 분리하여 식혀야 한다. 묶음의 온도가 140 °F (60 °C)를 초과하면 연소할 수 있다.
건초 수분 함량을 확인하기 위해 농부는 손, 오븐 또는 수분 측정기를 사용할 수 있다. 가장 효율적인 방법은 몇 초 안에 수분 함량을 보여주는 수분 측정기를 사용하는 것이다.

### 무게

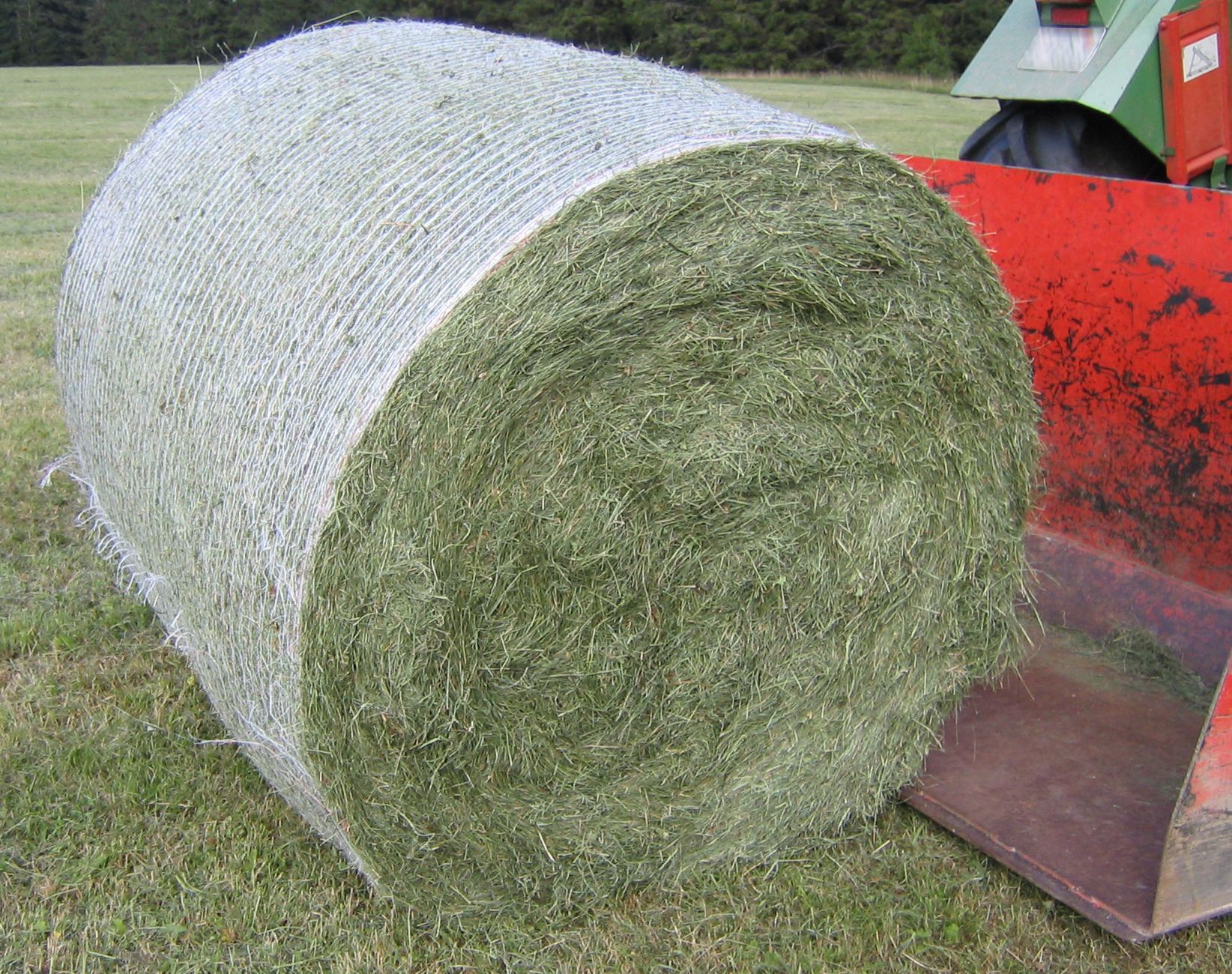
원형 묶음은 취급을 위한 장비가 필요하다. 이 원형 묶음은 부분적으로 노끈의 대안인 그물망으로 덮여 있다.

건초는 무게 때문에 사람에게 여러 부상을 유발할 수 있으며, 특히 묶음을 들어 올리고 이동하는 것과 관련된 부상뿐만 아니라 쌓고 보관하는 것과 관련된 위험도 있다. 위험에는 제대로 쌓이지 않은 더미가 무너져 더미 위의 사람이 넘어지거나 땅에 있는 사람이 떨어지는 묶음에 맞아 부상을 입는 위험이 포함된다. 큰 원형 건초 묶음은 취급자에게 특히 위험한데, 1,000 파운드 (450 kg) 이상 나갈 수 있어 특수 장비 없이는 이동할 수 없기 때문이다. 그럼에도 불구하고 원통형이어서 쉽게 굴러갈 수 있기 때문에 더미에서 떨어지거나 취급에 사용되는 장비에서 굴러떨어지는 일이 드물지 않다. 1992년부터 1998년까지 미국에서 74명의 농장 노동자가 큰 원형 건초 묶음 사고로 사망했으며, 주로 묶음을 한 곳에서 다른 곳으로 옮길 때, 예를 들어 동물에게 먹이를 줄 때 발생했다.

## 화학 성분
| 설명                   | 수분 | 회분 | 알부민oid | 조섬유 | 질소 없는 추출물 | 지방 |
| ---------------------- | ---- | ---- | --------- | ------ | ---------------- | ---- |
| 목초 건초 (불량)       | 14.3 | 5.0  | 7.5       | 33.5   | 38.2             | 1.5  |
| 목초 건초 (평균)       | 14.3 | 6.2  | 9.7       | 26.3   | 41.6             | 2.3  |
| 목초 건초 (양호)       | 15.0 | 7.0  | 11.7      | 21.9   | 42.3             | 2.2  |
| 목초 건초 (최상)       | 16.0 | 7.7  | 13.5      | 19.3   | 40.8             | 2.6  |
| 붉은토끼풀 건초 (불량) | 15.0 | 5.0  | 7.5       | 33.5   | 38.2             | 1.5  |
| 붉은토끼풀 건초 (평균) | 16.0 | 5.3  | 12.3      | 26.0   | 38.2             | 2.2  |
| 붉은토끼풀 건초 (양호) | 16.5 | 5.3  | 12.3      | 26.0   | 38.2             | 2.2  |
| 붉은토끼풀 건초 (최상) | 16.5 | 7.0  | 15.3      | 22.2   | 35.8             | 3.2  |
| 단백질 섬유            |      |      |           |        |                  |      |
| 풀                     |      |      |           |        |                  |      |
| 티모시풀               | 14.3 | 5.0  | 7.5       | 33.5   | 38.2             | 1.5  |
| 레드탑풀               | 8.9  | 5.2  | 7.9       | 28.6   | 47.5             | 1.9  |
| 켄터키 블루그래스      | 9.4  | 7.7  | 10.4      | 19.6   | 50.4             | 2.5  |
| 오차드풀               | 9.9  | 6.0  | 8.1       | 32.4   | 41.0             | 2.6  |
| 메도우 페스큐          | 20.0 | 6.8  | 7.0       | 25.9   | 38.4             | 2.7  |
| 브롬풀                 | 11.0 | 9.5  | 11.6      | 30.8   | 35.2             | 1.8  |
| 존슨풀                 | 10.2 | 6.1  | 7.2       | 28.5   | 45.9             | 2.1  |
| 콩과식물               |      |      |           |        |                  |      |
| 자주개자리             | 8.4  | 7.4  | 14.3      | 25.0   | 42.7             | 2.2  |
| 붉은토끼풀             | 20.8 | 6.6  | 12.4      | 21.9   | 33.8             | 4.5  |
| 크림슨 클로버          | 9.6  | 8.6  | 15.2      | 27.2   | 36.6             | 2.8  |
| 동부                   | 10.7 | 7.5  | 16.6      | 20.1   | 42.2             | 2.9  |
| 콩                     | 11.3 | 7.2  | 15.4      | 22.3   | 38.6             | 5.2  |
| 보리                   | 10.6 | 5.3  | 9.3       | 23.6   | 48.7             | 2.5  |
| 귀리                   | 16.0 | 6.1  | 7.4       | 27.2   | 40.6             | 2.7  |

## 같이 보기
- 짚